# محظورات الطعام والشراب
يمتنع بعض الناس عن استهلاك مختلف الأطعمة والمشروبات وفقا لمختلف المحظورات الدينية أو الثقافية أو القانونية أو الاجتماعية الأخرى. كثير من هذه المحظورات تشكل المحرمات. تحظر العديد من المحرمات الغذائية وغيرها من المحظورات لحوم حيوان معين، بما في ذلك الثدييات والقوارض والزواحف والبرمائيات والأسماك والرخويات والقشريات والحشرات، التي قد ترتبط بالاستجابة للاشمئزاز الذي غالبا ما ترتبط باللحوم أكثر من الأطعمة النباتية. بعض المحظورات خاصة بجزء معين أو إفراز حيوان، في حين أن البعض الآخر يتخلى عن استهلاك النباتات أو الفطريات. يمكن تعريف المحظورات الغذائية على أنها قواعد، مقننة بالدين أو غير ذلك، لا تجيز تناول الأطعمة أو مجموعات الأطعمة، أو التناول في حالة ذبح الحيوانات أو تحضير الأطعمة بطرق معينة محرمة. تختلف أصول هذه المحظورات. في بعض الحالات، يُعتقد أنها ناتجة عن اعتبارات صحية أو أسباب عملية أخرى؛ وفي حالات أخرى، فإنها ترتبط بالنظم الرمزية البشرية.
قد يتم حظر بعض الأطعمة خلال فترات دينية معينة (الصوم الكبيرعلى سبيل المثال)، في مراحل معينة من الحياة (الحمل على سبيل المثال)، أو إلى فئات معينة من الناس (مثل الكهنة)، على الرغم من أن الطعام مسموح به في غير هذه الاستثناءات. وعلى أساس المقارنة، يبدو أن المحرمات الغذائية لا معنى لها على الإطلاق، لأن ما يمكن اعتباره غير لائق لمجموعة واحدة قد يكون مقبولًا تمامًا للآخرى. سواء كانت صحيحة من الناحية العلمية أم لا، فغالبًا ما تكون المحرمات الغذائية لحماية الفرد البشري، ولكن هناك العديد من الأسباب الأخرى لوجودها. إن الخلفية الإيكولوجية أو الطبية واضحة في كثير منها، بما في ذلك بعض التي ينظر إليها على أنها دينية أو روحية في الأصل. يمكن أن تساعد المحظورات الغذائية في استخدام الموارد بشكل أكثر كفاءة، ولكن عند تطبيقها على قسم فرعي فقط من المجتمع، يمكن أن يؤدي حظر المحرمات الغذائية أيضًا إلى احتكار مادة غذائية من قبل المعفيين. إن محرمة الطعام التي تعترف بها مجموعة معينة أو قبيلة كجزء من طرقها، تساعد في تماسك المجموعة، تساعد هذه المجموعة بعينها على إبراز هويتها والحفاظ عليها في مواجهة الآخرين، وبالتالي يخلق شعورًا «بالانتماء».

## الأسباب
الديانات المختلفة تحظر استهلاك أنواع معينة من الطعام. على سبيل المثال، تصف اليهودية مجموعة من القواعد الصارمة، تسمى «كشروت»، فيما يتعلق بما يمكن وما لا يجوز أكله، ويحظر بشكل خاص خلط اللحوم بمنتجات الألبان. الإسلام لديه قوانين مماثلة، وتقسيم الأطعمة إلى حرام (ممنوع) وحلال (مسموح). غالباً ما تتبع الجاينية التوجيهات الدينية لرصد النباتية. لا يأكل الهندوس لحم البقر، وبعض الهندوس يطبقون مفهوم ahimsa (اللاعنف) على نظامهم الغذائي وينظرون إلى النبات النباتي على أنه مثالي، ويمارسون أشكال من النباتية. في بعض الحالات، تخضع عملية التحضير بدلاً من الطعام نفسه للتمحيص. على سبيل المثال، في المسيحية المبكرة في العصور الوسطى، كانت بعض الأطعمة غير المطبوخة ذات وضع مشكوك فيه: أعطى كتاب التوبة المنسوب إلى القديس بيدا تمييزًا بسيطًا (معتدلًا) لأولئك الذين تناولوا أطعمة غير مطبوخة، وكتب القديس بونيفيس للبابا زكريا (في رسالة محفوظة في مراسلات بونيفاس، رقم 87) يسأله عن المدة التي يجب فيها تمليح لحم الخنزير المقدد حتى يكون ملائما للاستهلاك.  تم استخدام نظام كابو في هاواي حتى عام 1819.
بصرف النظر عن القواعد الرسمية، هناك محظورات ثقافية ضد استهلاك بعض الحيوانات. داخل مجتمع ما، تعتبر بعض اللحوم ليست للاستهلاك خارج نطاق التعريف المقبول عموما للمواد الغذائية. فاللحوم الجديدة، أي المنتجات الغذائية المشتقة من الحيوانات غير المألوفة للفرد أو الثقافة، تثير عادة رد فعل للاشمئزاز، يمكن التعبير عنه على أنه محرم ثقافي. على سبيل المثال، على الرغم من أن لحوم الكلاب تؤكل، في ظروف معينة، في كوريا وفيتنام والصين، إلا أنها تعتبر غير مناسبة كغذاء في الدول الغربية. وعلى نحو مماثل، نادراً ما يؤكل لحم الخيول في العالم الناطق بالإنجليزية، على الرغم من أنه جزء من المأكولات الوطنية للدول على نطاق واسع يشمل كازاخستان واليابان وإيطاليا وفرنسا. في بعض الأحيان، يتم حظر المواد الغذائية في القانون الوطني أو المحلي، كما هو الحال مع الحظر المفروض على مذابح الماشية في معظم أنحاء الهند، وذبح الخيول في الولايات المتحدة. حتى بعد العودة إلى الحكم الصيني، لم ترفع هونغ كونغ الحظر المفروض على توريد اللحوم من الكلاب والقطط، التي فرضت خلال الحكم الاستعماري البريطاني. البيئة والاستهلاكية الأخلاقية والحركات النشاطية الأخرى تؤدي إلى فرض حظور جديدة وإرشادات لتناول الطعام. ومن الإضافات الحديثة إلى حظر الطعام الثقافي هو لحم وبيض الأنواع أو الحيوانات المهددة بالانقراض التي يحميها القانون أو المعاهدة الدولية. وتشمل أمثلة هذه الأنواع المحمية بعض أنواع الحيتان والسلاحف البحرية والطيور المهاجرة. وبالمثل، فإن شهادة وقوائم النصح باستمرارية فواكه البحر لا تشجع على استهلاك بعض المأكولات البحرية بسبب الصيد غير المستدام. تحظر الشهادة العضوية بعض المدخلات الكيميائية الاصطناعية أثناء إنتاج الأغذية، أو الكائنات المعدلة وراثيا، والتشعع، واستخدام حمأة المجاري. تثبط حركة التجارة العادلة والشهادات استهلاك الأغذية والسلع الأخرى المنتجة في ظروف العمل الاستغلالية. ومن الحركات الاجتماعية الأخرى التي تولد المحظورات «الأغذية المحلية» و «حمية ال100 ميل»، وكلاهما يشجعان على الامتناع عن تناول الأطعمة غير المنتجة محليًا، والخضرية، حيث يسعى أتباعها إلى عدم استخدام أو استهلاك المنتجات الحيوانية من أي نوع.

## الأطعمة المحظورة

### البرمائيات

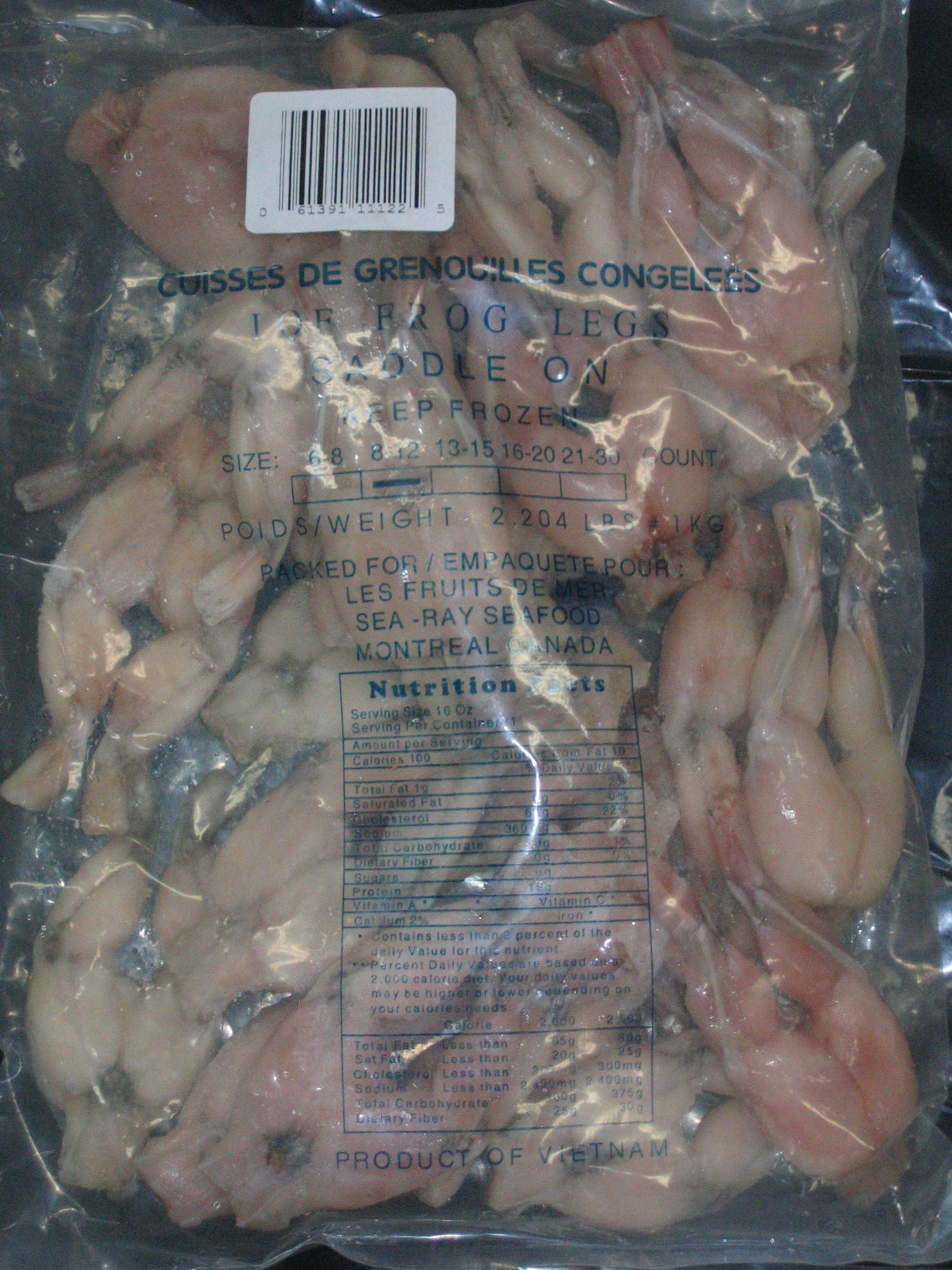
كيس من أرجل الضفادع من فيتنام

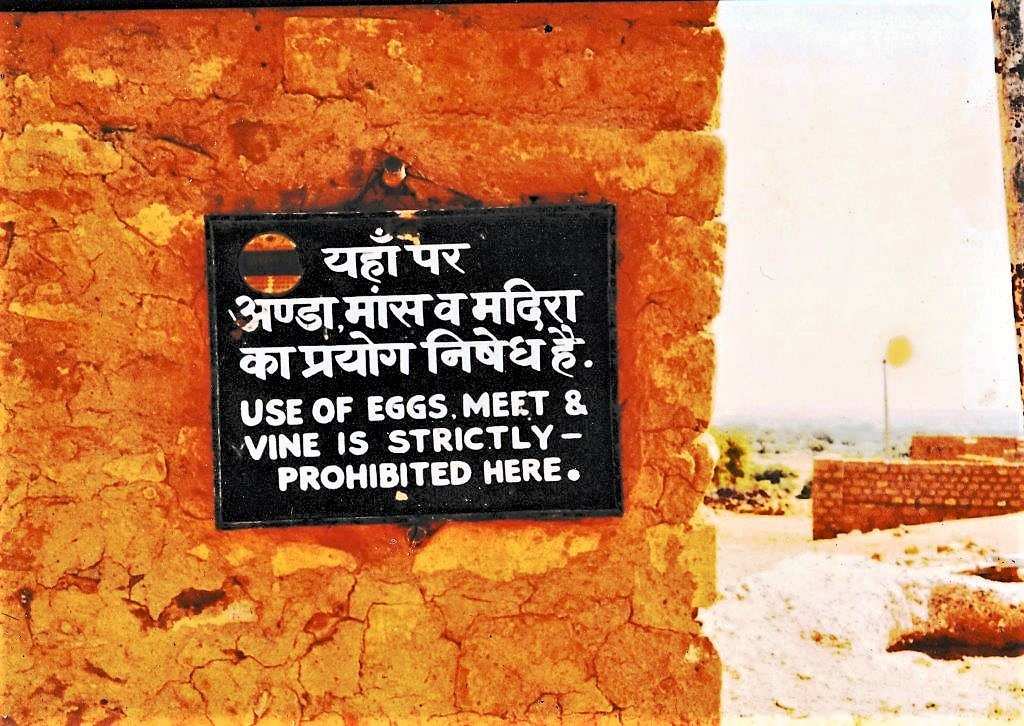
"يحظر استخدام البيض واللحم والكروم" جايسملير، راجستان، الهند. 1993

تحظر اليهودية بشدة استهلاك البرمائيات مثل الضفادع. تم وصف التقييد في اللاويين 11: 29-30 و 42-43. يجب تجنب المنتجات الكيميائية المشتقة من البرمائيات، وكذلك مع الحيوانات الأخرى المحظورة. في الثقافات الأخرى، يتم تقدير الأطعمة مثل أرجل الضفادع كأطعمة شهية، ويمكن تربية الحيوانات تجاريًا في بعض الظروف. ومع ذلك، فقد دفعت المخاوف البيئية بشأن تعريض الضفادع للخطر، بل وربما دفعها إلى الانقراض، بسبب الاستهلاك المفرط، إلى اتخاذ إجراءات قانونية في دول مثل فرنسا للحد من استخدامها في الغذاء. بدأت وزارة الزراعة الفرنسية اتخاذ تدابير لحماية أنواع الضفادع المحلية في عام 1976، واستمرت الجهود منذ ذلك الحين. تم حظر الحصاد التجاري الجماعي للحيوانات في عام 1980، على الرغم من أن الواردات الدولية وكذلك الصيد الخاص والطهي الفردي لا تزال قانونية في العديد من المناطق.

### الخفافيش
في اليهودية، يحظر قانون deuteronomic وقانون الكهنة بشكل صريح الخفاش. لحم الخفاش محرم (محظور) في الإسلام.

### الدببة
لا تعتبر الدببة حيوانات كوشير في اليهودية. اليهود الملتزمين يمتنعون عن أكل لحم الدب. يحظر تناول جميع الحيوانات البرية المفترسة في الإسلام.

### الطيور
التوراة (اللاويين 11: 13) تنص صراحة على أن العقاب والنسر والعقاب النساري لا يجب أن تؤكل. الطائر الذي يشيع عادة في اللحوم في بعض المناطق، النعام، محظور صراحة كطعام في بعض تفسيرات اللاويين 11:16. وقد استنتج الأحبار مرارًا وتكرارًا أن استفراد الطيور الجارحة وكذلك آكلات الجيف الطبيعية في التقاليد للحظر يخلق تمييزًا مع أنواع أخرى من الطيور؛ وبالتالي، يُسمح بتناول الدجاج والبط والأوز والديك الرومي.
وعلى النقيض من ذلك، فإن القواعد الغذائية الإسلامية تستشهد باستهلاك النعام، في حين يُحظر استخدام الطيور الجارحة (التي تُعرف بالتحديد باسم أولئك الذين يصيدون بالمخالب).
يتم تجنب القمامين وآكلات الجيفة مثل النسور والغربان كغذاء في العديد من الثقافات لأنهم ينظر إليهم على أنهم ناقلين للمرض وغير نظاف، ويرتبطون بالموت. الاستثناء هو الرخ، الذي كان طبقًا ريفيًا معروفًا، والذي تم تقديمه في الآونة الأخيرة في مطعم إسكتلندي في لندن. في الثقافات الغربية اليوم، يعتبر معظم الناس الطيور المغردة كحياة برية في الخلفية وليس كغذاء.
والبالوت هو الجنين النامي للطيور (عادة البط أو الدجاج) التي يتم غليها وتؤكل من القشرة. جزء من القرآن يشمل فهم واحترام القانون الذي ينص على أنه لا ينبغي أن يؤكل أي من المنتجات الحيوانية إذا لم يتم ذبح الحيوان بشكل صحيح، مما يجعل الحيوان أو منتج الحيوان ميتة. ولأن البالوت هو بيضة تحتوي على جنين متطور جزئيا، يعتقد المسلمون أن هذا يجعله «حرامًا» أو «ممنوعًا».

### الجمال

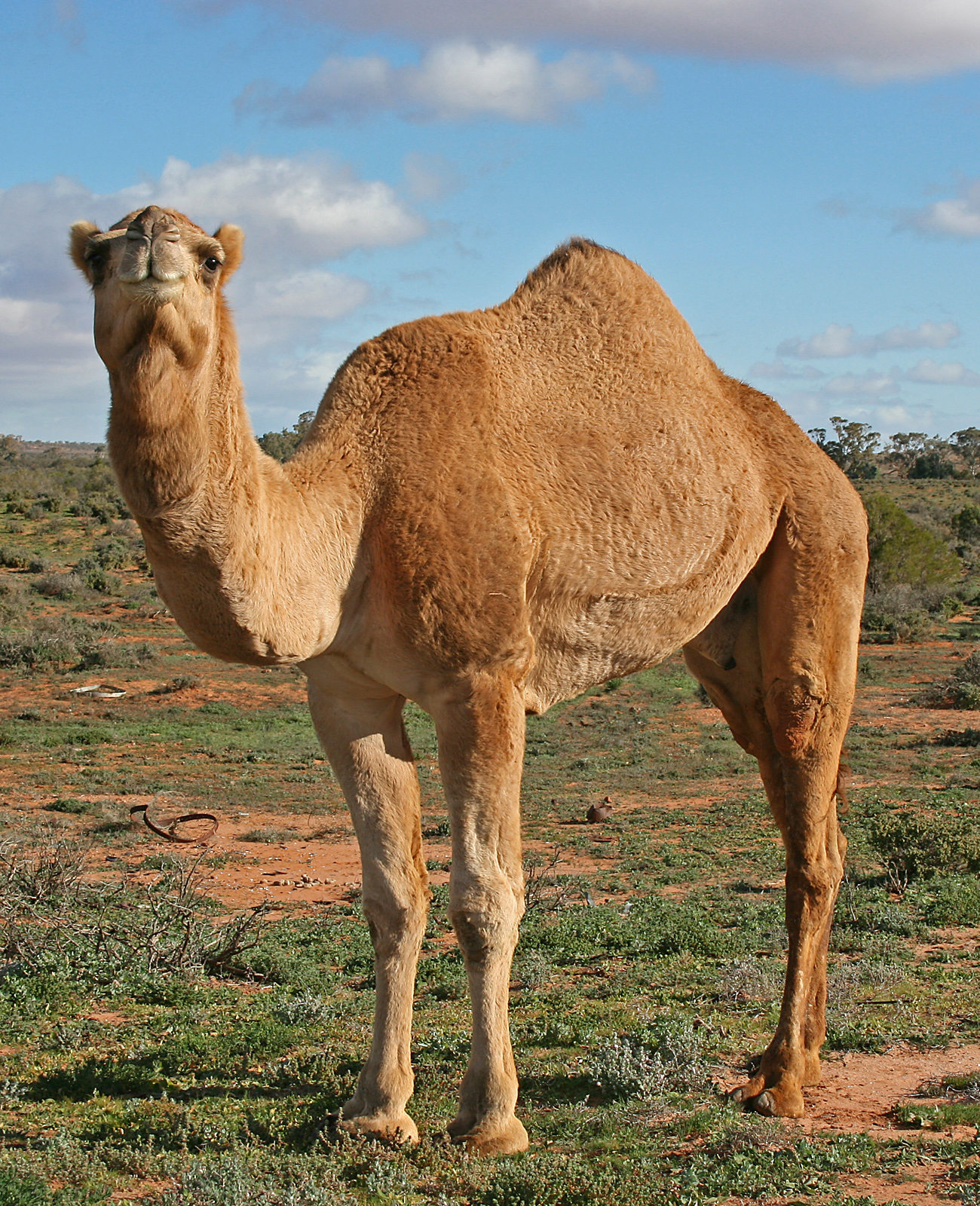
جمل عربي

يحظر تمامًا تناول الجمل في التوراة في تثنية الاشتراع 14: 7 و اللاويين 11: 4. تعتبر التوراة الإبل نجسًا لأنه على الرغم من أنها تمضغ الطعام المجتر، أو تتقيأ، بنفس طريقة الأبقار والأغنام والماعز والغزلان والظباء والزراف (كلها كشروت) فهى لا تستوفي معيار الظلف. مثل هذه الحيوانات، والجمال (واللاما) هي المجترات ذوات المعدة متعددة الحجرات. الجمال هي ذوات الحوافر مزدوجات الأصابع، مع انقسام الأقدام إلى جزئين. ومع ذلك، على خلافها، فإن أقدام الإبل لا تشكل حوافرًا صلبة بل حشوات ناعمة. في الإسلام، يُسمح بتناول الجمل، وهو أمر تقليدي في المناطق الإسلامية في المملكة العربية السعودية وشبه الجزيرة العربية بشكل عام.

### القطط
هناك تحريم قوي ضد أكل القطط في العديد من الأجزاء الغربية من العالم، بما في ذلك معظم الأمريكتين وأوروبا. يحظر لحم القطط من قبل التشريع اليهودي والإسلامي حيث يمنع كلا الديانتان أكل الحيوانات آكلة اللحوم. يؤكل لحم القط كجزء من المأكولات غير المألوفة في الصين وفيتنام وسويسرا. تعتبر القطط عادة كحيوانات أليفة في البلدان الغربية، أو كحيوانات عاملة تحتفظ بها للسيطرة على الحشرات، وليس كحيوان غذائي، ومن ثم ينظر إلى استهلاك القطط على أنه عمل بربري من جانب جزء كبير من السكان في تلك البلدان. تم أكل لحم القطط، على سبيل المثال، خلال المجاعة في حصار لينينغراد. في عام 1996، اكتشفتت الصحافة الأرجنتينية مكانًا يقدم لحوم القطط في إحدى العشوائيات في روساريو، ولكن في الحقيقة تم نصب الوجبة من قبل وسائل الإعلام من بوينس آيرس.
في عام 2008، أفيد بأن القطط كانت جزءًا أساسيًا من النظام الغذائي المحلي في قوانغدونغ، الصين، حيث يتم شحن العديد من القطط من الشمال، وتستقبل إحدى الشركات التي تتخذ من مدينة غوانزو مقراً لها ما يصل إلى 10000 قطط في اليوم من مختلف أنحاء الصين. حث المتظاهرون في أجزاء أخرى من الصين الحكومة الغوانزوية الإقليمية على اتخاذ إجراءات صارمة ضد تجار القطط والمطاعم التي تقدم لحوم القطط، على الرغم من عدم وجود قانون ينص على أنه من غير القانوني أكل القطط.
ينطبق المصطلح "roof-hare" على لحم القطة المعروض على شكل أرنب وحشي وهو حيوان آخر صغير يستخدم كمصدر للحوم. بخلاف الجلد والأقدام والرأس والذيل، يهر هيكل القط مماثل للأرنب الوحشي. الطريقة الوحيدة للتمييز بينها هي النظر إلى الprocessus hamatus لعظم الكتف، التي ينبغي أن يكون لها فصيلة processus suprahamatus. «تمرير قطة كأرنب» (Dar gato por liebre) هو تعبير شائع في العديد من البلدان الناطقة باللغة الإسبانية، وهو ما يعادل «سحب الصوف على عيون شخص» مشتقة من هذه الحيلة الأساسية. هناك تعبير برتغالي مكافئ (Comprar gato por lebre)، وهذا يعني «شراء قطة كأرنب». يتم استخدام تعبير churrascode gato أو «قط الشواء» بشكل كبير في البرازيل كدعابة، خاصة بالنسبة للممرات التي توضع على جانب الطريق والتي تقدم اللحم المشوي على عصا (غالبًا ما تكون مغطية بfarofa)، وذلك بسبب مستوى نظافتها السيئ وأن مصدر اللحوم غير معروف في الغالب. أيضا، في الفلبين، هناك أسطورة حضرية ونكتة أن بعض الباعة يستخدمون لحوم القطة لصنع siopao (كعكة البخار)، مما يؤدي بعض الفلبينيين إلى تسمية قططهم الأليفة "Siopao". في هذه الأثناء، «كعك القطط» و «شراء ثلاثة شاورما - تجميع قطة» هي نكت روسية شائعة حول الأصل المشتبه به من الطعام من أكشاك الباعة المتجولين. في اللغة الإنجليزية، يشير التعبير الشائع إلى ما يعتقده ضحية الخدعة: Buy a pig in a poke أو كما تقال في العربية: «يشتري سمكًا في الماء».
ويشتهر سكان فيتشنزا في شمال إيطاليا بأنهم يأكلون القطط، على الرغم من أن هذه الممارسة لم تستخدم منذ عقود. في شباط / فبراير 2010، تم انتقاد ذواق إيطالي شهير وفصله من برنامج للحديث عن الممارسة السابقة لتناول حساء القطط في توسكانا.
خلال ما يسمى بـ «الأوقات السيئة» للجوع في أوروبا أثناء وبعد الحرب العالمية الأولى والثانية كانت «الأرانب على السطح» من الأطعمة الشائعة. أولئك الذين ظنوا أنهم كانوا يأكلون الأرانب الأسترالية  كانوا يأكلون القطط الأوروبية في الواقع.
بعض المطاعم في منطقة ها فونج وخليج ها لونج في شمال فيتنام تعلن عن وعاء لحمة القطط ك«النمر الصغير»، ويمكن رؤية القطط في أقفاص في الداخل.

### الماشية
تمثل الماشية مقدسات في دول مثل الهند. كثير من الهندوس، وخاصة البراهمة، نباتيون ويمتنعون بشدة عن تناول اللحوم. كثير من أولئك الذين يأكلون اللحوم يمتنعون عن استهلاك لحم البقر، وخاصة في شمال وغرب الهند، حيث تحتفظ البقرة بمكان مقدس في الهندوسية. على سبيل المثال، تنص التقاليد على أن الإلهة كمذنو تظهر نفسها كالبقرة الإلهية التي تمنح الرغبة، مع تكرار مثل هذه القصص عبر الأجيال. تؤكل لحوم البقر على نطاق واسع في جنوب الهند، وخاصة ولاية كيرلا، وفي جميع أنحاء شمال شرق الهند.
وعلى النقيض من ذبح البقر، فإن استهلاك منتجات الألبان مثل الحليب واللبن الزبادي، وخاصة السمن (وهو نوع من الزبدة) شائع للغاية في الهند. تلعب المنتجات المشتقة من الأبقار دوراً مهماً في الهندوسية واللبن خاصة يحظى بتقدير كبير، وغالباً ما يستخدم في الاحتفالات المقدسة.
كانت الثيران المصدر الرئيسي للطاقة الزراعية والنقل في الأيام الأولى، ومع تبني الهند لنمط حياة زراعي، أثبتت البقرة أنها حيوان مفيد للغاية: هذا الاحترام الناجم عن الضرورة أدى إلى الامتناع عن قتل الأبقار في الغذاء؛ على سبيل المثال، إذا كانت إحدى القرى المجاعة قد قتلت وأكلت ثيرانها، فلن تكون متاحة لسحب المحراث والعربة عندما يأتي موسم الزراعة القادم. ومع ذلك، فقد وجدت هذه الفرضية بيانات قليلة لدعمها. فقد تلجأ المناطق التي تعاني من المجاعة إلى استهلاك الماشية في الجهود المبذولة للبقاء على قيد الحياة حتى الموسم التالي.
بموجب القانون الهندي، يتم حظر ذبح الماشية الإناث (أي الأبقار) في جميع الولايات الهندية تقريبا باستثناء ولاية كيرلا، والبنغال الغربية، والولايات السبع الشمالية الشرقية. يمكن سجن شخص متورط في ذبح البقر أو نقله غير القانوني في العديد من الولايات. ذبح الأبقار مسألة استفزازية للغاية بالنسبة للكثير من الهندوس.
العديد من الزرادشتيين لا يأكلون لحم البقر، بسبب البقرة التي أنقذت حياة زرادشت من القتلة عندما كان زرادشت طفلاً. تنص النصوص البهلوية الفعلية على أن الزرادشتيين يجب أن يكونوا نباتيين بالكامل.
قد يمتنع بعض الصينيين العرقيين أيضًا عن أكل لحم البقر، لأن الكثيرين منهم يشعرون أنه من الخطأ أن يأكل حيوانًا مفيدًا للغاية في الزراعة. بعض البوذيين الصينيين يثبطون استهلاك لحوم الأبقار، على الرغم من أنها لا تعتبر من المحرمات. ويمكن رؤية تحريم مماثل بين البوذيين السنهاليين، الذين يرون أنه من الجحود قتل الحيوان الذي يوفر حليبه وعمله من أجل معيشة للعديد من السنهاليين.
على الرغم من السماح باستهلاك لحوم البقر والألبان في اليهودية، إلا أن خلط منتجات الألبان مع أي نوع من اللحوم ممنوع تمامًا.

### العلكة
العلكة عبارة عن مادة ناعمة ومتماسكة مخصصة للمضغ ولكن دون البلع. استخدم البشر العلكة لمدة 3000 سنة على الأقل. في سنغافورة استيراد العلكة جريمة جنائية. يتم إجراء الاستثناء لصابون الأسنان أو النيكوتين، والذي يتوفر من أطباء الأسنان والصيدليات.

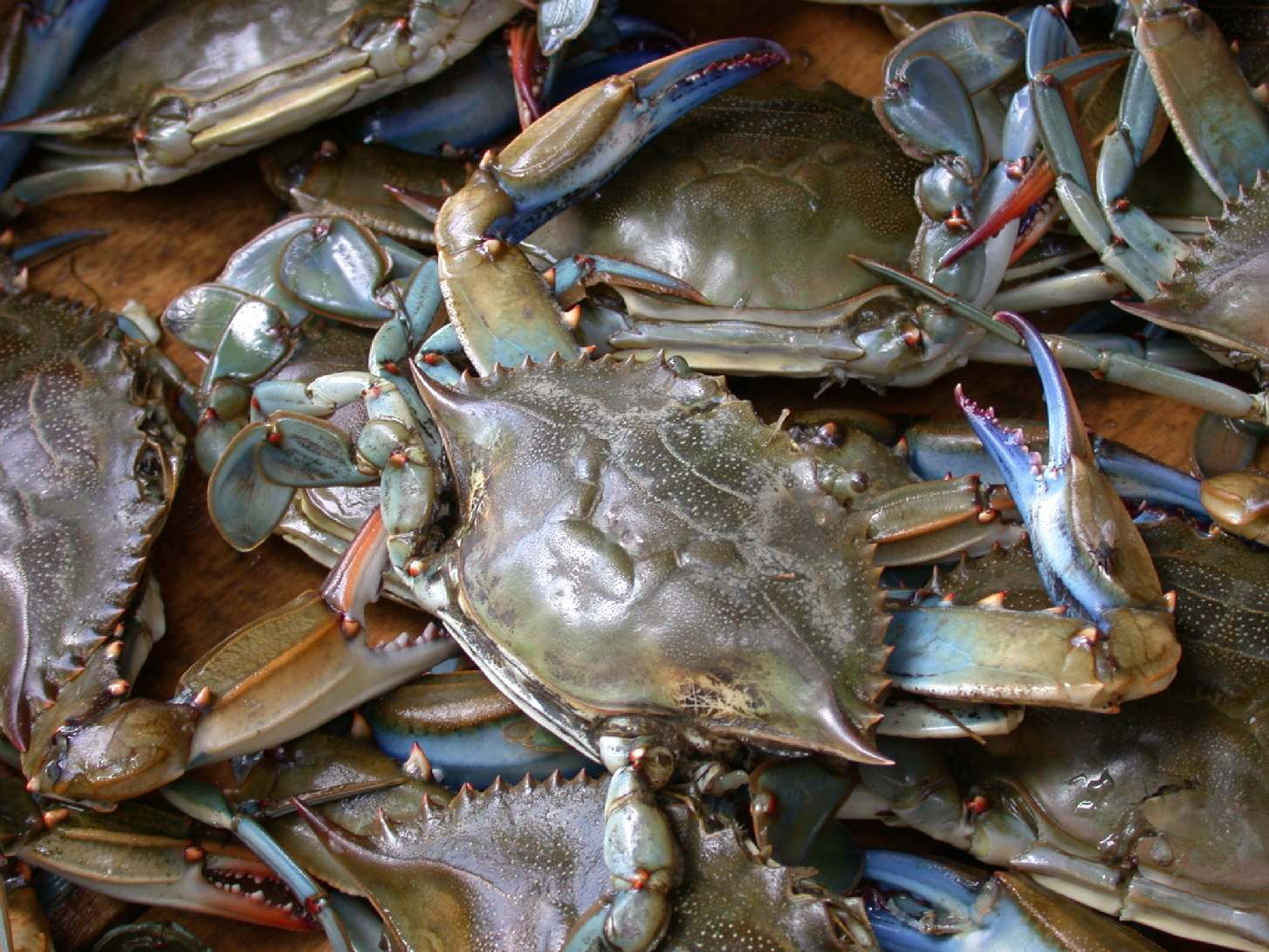
سرطان البحر الأزرق، Callinectes sapidus، للبيع في سوق في بيرايوس.

### القشريات والمأكولات البحرية الأخرى
تقريبا جميع أنواع المأكولات البحرية غير السمكية، مثل المحار وسرطان البحر والروبيان أو جراد البحر، ممنوعة من قبل اليهودية لأن هذه الحيوانات تعيش في الماء ولكن ليس لديها كلا من الزعانف والحراشيف. كقاعدة عامة، كل المأكولات البحرية مسموح بها في 3 مذاهب الإسلام السني باستثناء مدرسة الحنفية. إن مدرسة الجعفري للفقه الإسلامي، والتي يتبعها معظم المسلمين الشيعة، تحظر المأكولات البحرية غير السمكية (التي تفتقر إلى الحراشيف) (باستثناء الروبيان).

### منتجات الألبان
لا يستهلك الحليب الجبن والزبادي ومنتجات الألبان الأخرى من قبل الخضريين بسبب أصلهم الحيواني. كما يحظر استهلاك منتجات الألبان مع اللحم باعتباره غير موافق للشريعة اليهودية في العقيدة اليهودية، على أساس سفر التثنية 14:21: «يجب عليك لا تغلي الماعز الصغير في حليب أمه».

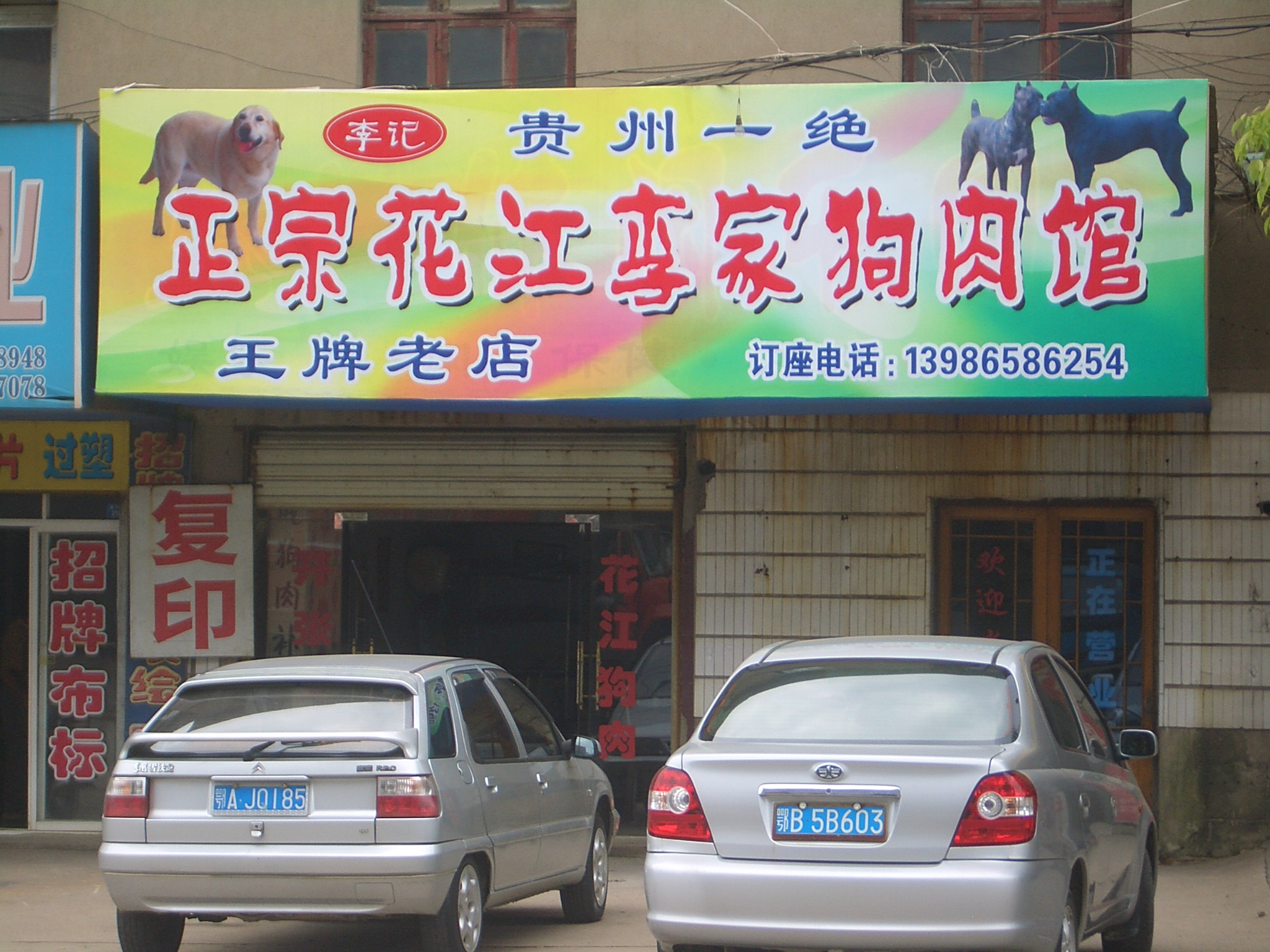
لحوم كلاب مروجة ك"طبق قويتشو الخاص" في هوبي، جمهورية الصين الشعبية.

### الكلاب
يعتبر تناول لحم الكلاب من المحرمات عموما في جميع الدول الغربية، على الرغم من أن هذا التحريم قد تم كسره تحت تهديد المجاعة في الماضي. تم تناول لحم الكلاب في كل أزمة بألمانيا الكبرى على الأقل منذ عهد فريدريك العظيم، ويشار إليه عادة باسم «لحم ضأن الحصار». في أوائل القرن العشرين، كان استهلاك لحوم الكلاب في ألمانيا أمرًا شائعًا. أدت الشكوك حول مصدر لحوم فرانكفورتر التي باعها المهاجرون الألمان في الولايات المتحدة إلى نقود مصطلح «هوت دوغ». في عام 1937، تم إجراء قانون تفتيش اللحوم ضد الدود الشعري وللخنازير والكلاب والخنازير البرية والثعالب والغرير وآكلات اللحوم الأخرى. تم حظر لحم الكلاب في ألمانيا منذ عام 1986. في عام 2009 اندلعت فضيحة عندما تم اكتشاف مزرعة بالقرب من تشيستوخوفا تربي الكلاب لتحولها إلى smalec-دهن خنزيري.
وفقا للنصوص الهندوسية القديمة (راجع Manusmṛti والنصوص الطبية مثل ساسروتا سمهيتا)، كان ينظر إلى لحوم الكلاب على أنها أكثر المواد الغذائية نجاسة (والأشد تسممًا). كما يعتبر لحم الكلاب غير طاهر بموجب التعاليم الدينية اليهودية والإسلامية؛ وبالتالي، فإن كلا التقاليد الدينية لا تشجع على استهلاكها.
في الأساطير الأيرلندية، تسرد الأسطورة كيف اصطدم كوخولين، البطل العظيم لأولستر، بمعضلة أجبرته إما على كسر عهده (المحظور) عن أكل لحم الكلاب (اسمه يعني كلب كولان) أو كسر تحريمه حول رفض حسن الضيافة؛ اختار كوخولين أن يأكل اللحم، مما أدى في النهاية إلى وفاته.
في المكسيك خلال عصر ما قبل الكولومبي، كان كلب أصلع يدعى xoloitzcuintle يؤكل بشكل شائع. بعد الاستعمار، توقف هذا العرف. تم تسجيل لويس وكلارك بالإضافة إلى الرجال في رحلتهم في مجلات لويس التي تناولت الطعام وتمتعهم بلحوم الكلاب التي كانت ممارسة شائعة للهنود في السهول الأمريكية.
في شرق آسيا، نادراً ما تستهلك معظم البلدان باستثناء فيتنام وكوريا الشمالية والجنوبية لحوم الكلاب إما بسبب القيم الإسلامية أو البوذية أو حقوق الحيوان كما هو الحال في الفلبين. لدي المانشو حظر على أكل لحوم الكلاب، والتي تستهلك في بعض الأحيان من قبل الشعوب المجاورة للمانشو بشمال شرق آسيا. كما تجنب المانشو ارتداء القباعات المصنوعة من فراء الكلب. بالإضافة إلى المانشو، فإن المنغوليين الصينيين والمياو والمسلمين والتبتيين والياو واليي لديهم المحرمات ضد لحم الكلاب. في إندونيسيا، بسبب أغلبيتها الإسلامية، يُحظر تناول لحم الكلاب، باستثناء مجموعات باتاك وميناهاسان العرقية التي تستهلك عادة لحوم الكلاب.
شعب أورابمين في جبال غينيا الجديدة لا يقتلون أو يأكلون الكلاب، على عكس بعض القبائل المجاورة، ولا يسمحون للكلاب بالتنفس على طعامهم.

### البيض
يمتنع الجاينيين عن تناول البيض. يمتنع الخضريون أيضًا عن البيض، بسبب أصلهم الحيواني. العديد من النباتيين الهندوس يمتنعون عن أكل البيض أيضًا. البيضة التي تحتوي بشكل طبيعي على بقعة دم لا يمكن تناولها تحت التقاليد اليهودية والإسلامية، ولكن البيض الذي لا يحتوي على أي دم يستهلك عادة (ولا يعتبر لحمًا، لذلك يمكن تناوله مع منتجات الألبان).

### الفيلة
يحظر على الرهبان البوذيين تناول لحوم الأفيال. لا يعتبر لحم الفيل أيضا كوشر من قبل القوانين الغذائية اليهودية لأنهم ليس لديهم حوافر الظلف وليسوا من المجترات.

### السمك
لا تتحدث إلي بفم يأكل السمك

— استهزاء صومالي بدوي
فإن معظم العشائر الصومالية لديها حرمة ضد استهلاك الأسماك، ولا تتزاوج مع العشائر القليلة التي تأكله.
هناك محرمات على تناول الأسماك بين العديد من الرعاة والمزارعين (وحتى بعض الشعوب الساحلية) التي تقطن أجزاء من جنوب شرق مصر وإثيوبيا وإريتريا والصومال وكينيا وتنزانيا الشمالية. ويشار إلى ذلك أحيانًا باسم «محروم الأسماك الكوشية»، حيث يُعتقد أن المتكلمين بالكوشية كانوا مسؤولين عن إدخال تجنّب أكل الأسماك إلى شرق إفريقيا، على الرغم من عدم تجنب جميع المجموعات الكوشية للأسماك. تتطابق منطقة محرمات الأسماك مع المنطقة التي تتحدث بها اللغات الكوشية، وكقاعدة عامة، لا يمتلك المتحدثون باللغات السامية والنيلية الصحراوية هذه المحظورات، وبالطبع العديد منهم صيادين. وتوجد أيضا مجموعات قليلة من البانتو والنيليين في شرق أفريقيا ممن يمارسون تجنّب الأسماك في مناطق يبدو أن الكوشيين عاشوا فيها في أوقات سابقة. داخل شرق أفريقيا، لم يتم العثور على المحرمات السمكية أبعد من تنزانيا. ويعزى ذلك إلى الوجود المحلي لفصيلة ذبابة التسي تسي، والتي من المحتمل أن تكون بمثابة حاجز أمام هجرات جنوبية أخرى من قبل الرعاة المتجولين، وهم المتجنبين الرئيسيين للأسماك. ومن ثم، فإن البانتو في زامبيا وموزمبيق نجوا من قهر الجماعات الرعوية، وبالتالي، فإن جميعهم يستهلكون الأسماك تقريبًا.
وهناك أيضاً مركز آخر لتفادي الأسماك في جنوب أفريقيا، بين متحدثين البانتو بطريقة رئيسية. ليس من الواضح ما إذا كان هذا النفور قد تطور بشكل مستقل أو ما إذا كان قد تم تقديمه. غير أنه من المؤكد أنه لا يوجد أي تجنب للأسماك بين السكان الأوائل في جنوب أفريقيا، وهم الخويسان. ومع ذلك، بما أن البانتو في الجنوب الأفريقي يشتركون في سمات ثقافية مختلفة مع الرعاة إلى الشمال في شرق أفريقيا، فمن المعتقد أنه في تاريخ غير معلوم، تم تقديم المحرمات ضد استهلاك الأسماك بالمثل من شرق أفريقيا من قبل الشعوب التي ترعى الماشية. الذين تمكنوا بطريقة ما من حماية ماشيتهم من المناطق الموبوءة بذبابة التسي تسي المذكورة أعلاه.
يحظر أيضا أنواع معينة من الأسماك في اليهودية مثل ثعبان الماء (Anguillidae) وجميع أنواع سمك السلور. على الرغم من أنهم يعيشون في الماء، إلا أنهم لا يملكون أي مقاييس (إلا تحت المجهر) (انظر اللاويين 11: 10-13). قوانين المسلمين السنة أكثر مرونة في هذا. يُنظر إلى السلور وسمك القرش بشكل عام على أنهما حلال لأنهما نوعان خاصان من الأسماك. يعتبر الإنقليس عموما مسموحًا به في المذاهب السنية الأربعة. يحظر فقهاء الجعفري وهو المذهب الذي يتبعه معظم المسلمين الشيعة جميع أنواع الأسماك التي لا تحتوي على حراشيف، كما يحظر جميع أنواع الأسماك القشرية باستثناء القريدس.
يمتلك العديد من القبائل في جنوب غرب الولايات المتحدة، بما في ذلك النافاجو وأباتشي وزوني، المحرمات ضد الأسماك والحيوانات الأخرى ذات الصلة بالمياه، بما في ذلك الطيور المائية.
طور المستوطنون الإسكندنافيون في جرينلاند (من القرن العاشر حتى الخامس عشر الميلادي) المحرمات ضد استهلاك الأسماك، كما روى في كتاب جاريد دايموند انهيار: كيف تختار المجتمعات أن تفشل أو تنجح. هذا أمر غير معهود، حيث لم يكن لدى الإسكندنافيين عادة حظور على الأسماك، حيث يشير دياموند إلى أن «عظام السمك تمثل أقل من 0.1٪ من عظام الحيوانات التي تم استردادها في المواقع الأثرية النورلاندية في جرينلاند، مقارنة بما يتراوح بين 50 و 95٪ في معظم أيسلندا المعاصرة، شمال النرويج ومواقع شتلاند.»

### الأجنة الحيوانية
يرع العديد من البلدان هذه الأجنة على أنها طعام شهي، لكنه من المحرمات في معظم البلدان. باعتبارها جثثًا، تكون أجنة الماعز والخرفان أطباق شهية في أجزاء من الهند والصين وفيتنام والمعروفة باسم "kutti pi" (حقيبة الجنين)، يتم إعداده ليصبح حساءًا أو كاري حار. مع إزالة الأمعاء فقط، ينضج الجنين ببطء على النار لبضع دقائق.

### الفطريات والنباتات
يمتنع البرهمن الفيديين، والجايدية الفايشنافية والتنترا وبعض الكهنة البوذيين عن الفطريات وجميع الخضروات من عائلة البصل (Alliaceae). ويعتقدون أن هذه الأطعمة تثير عواطف ضارة. في التقاليد الهندية الشمالية، تعتبر نباتات عائلة البصل، وجميع النباتات الإشتائية، من المحرمات. هذا ربما يرجع إلى تأثير تقاليد الجاينية. في تقاليد الجاينية، يتم توليد الكارما السيئة بكل أشكال القتل، بما في ذلك النباتات. يعتمد التسلسل الهرمي للمخلوقات الحية على عدد الحواس التي تمتلكها. في هذا التسلسل الهرمي، تحتل النباتات الإشتائية مثل البصل مرتبة أعلى من المحاصيل الغذائية الأخرى مثل القمح والأرز. ويعتقد أن قدرة البصل على مراقبة تغير الفصول والزهور في الربيع هي عبارة عن «إحساس» إضافي عن النباتات السفلى. تعتمد كمية الكارما المتولدة على عدد الحواس التي يمتلكها المخلوق. لذلك، من الأفضل تجنب تناول البصل. يتم تجنب الفطريات لأنها تنمو في الليل. في أيسلندا والأجزاء الريفية من السويد وفنلندا الغربية، على الرغم من أنها ليست من المحرمات، لم يؤكل الفطر على نطاق واسع قبل الحرب العالمية الثانية. كان ينظر إليها على أنها غذاء للأبقار وكانت مرتبطة أيضا مع وصمة كونها في زمن الحرب وطعام الفقراء. هذا هو تباين ملحوظ مع الرومان القدماء، الذين اعتبروا الفطر طبق من أعلى مستوى، وحملوه في غاية الصدد كغذاء مناسب للأباطرة.

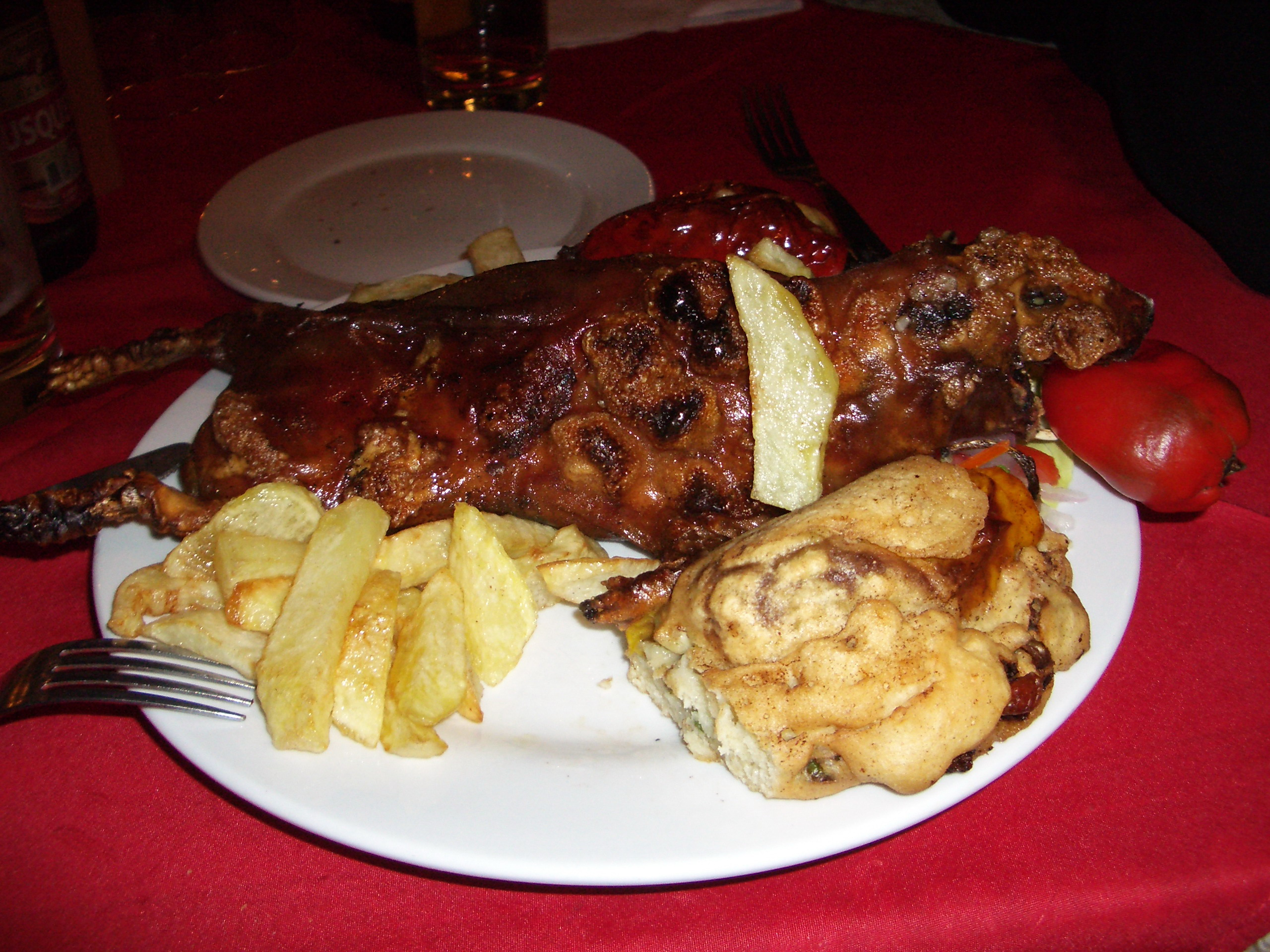
خنزير غينيا مشوي (كافيا porcellus) في بيرو

### خنزير غينيا والقوارض ذات الصلة
تؤكل عادة خنازير غينيا، أو cuy، في بيرو، في المدن والقرى الجنوبية الغربية من كولومبيا، وبين بعض السكان في مرتفعات الإكوادور، ومعظمهم في مرتفعات الأنديز. يمكن العثور على الCuyes في قائمة المطاعم في ليما ومدن أخرى في بيرو، وكذلك في باستو بكولومبيا. يتم تصدير لحم خنزير غينيا إلى الولايات المتحدة والدول الأوروبية.
في عام 2004، اتخذت إدارة المنتزهات والاستجمام بمدينة نيويورك إجراءات قانونية لوقف البائعين الذين يقدمون خنازير غينيا في مهرجان إكوادوري في متنزه فلشنج مادوز. تسمح ولاية نيويورك باستهلاك خنازير غينيا، لكن مدينة نيويورك تحظره. ومنذ ذلك الحين تم توجيه اتهامات بالاضطهاد الثقافي.
يتم استهلاك أقرباء خنزير جينيا من القوارض، كابيبارا وباكا، كغذاء في أمريكا الجنوبية. لا تنطبق قيود الكنيسة الكاثوليكية على أكل اللحوم خلال الصوم الكبير على الكابيبارا، حيث أنها معفاة تحديدًا من هذه القاعدة.

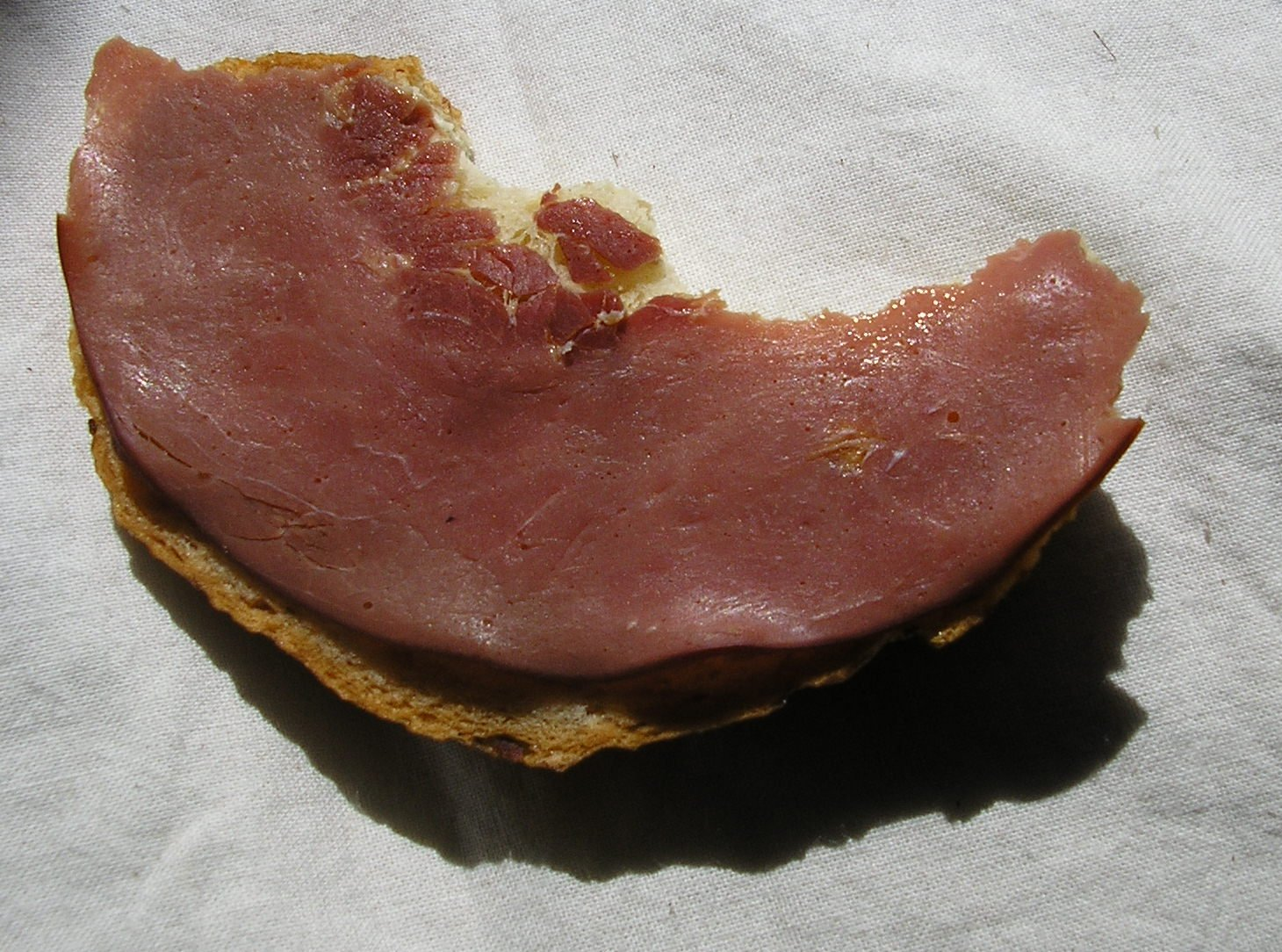
لحم الحصان المدخن والمملح على ساندويتش

### الأحصنة وغيرها من الفرس
يعتبر لحم الخيول جزءًا من مأكولات دول بكبر إيطاليا، حيث يتم استهلاك 900 جرامًا للشخص الواحد سنويًا؛ بلجيكا، وفرنسا، وإسبانيا، وسويسرا، حيث ينتشر لحم الخيول في محلات السوبر ماركت. ألمانيا تستهلك 50 جرامًا فقط للشخص الواحد في المتوسط سنويًا. لا يزال يباع في بعض محلات الجزارة المتخصصة في شرق النمسا، ويؤكل أيضا في بولينيزيا، صربيا، سلوفينيا وكازاخستان، لكنه محرم في بعض الأديان والعديد من البلدان. يحظره القانون اليهودي، لأن الحصان ليس مجتارًا، كما أنه ليس له حوافر مشقوقة.
وعلى غرار الكلاب ، كان أكل الخيول من المحرمات بالنسبة لثقافة كاسترو في شمال غرب البرتغال، ولا يزال ممارسة ثقافية مضادة في المنطقة.
يحظر لحم الخيل من قبل بعض طوائف المسيحية. في عام 732، أمر البابا غريغوريوس الثالث سانت بونيفاس بقمع الممارسة الوثنية لأكل الخيول، واصفاً إياها بأنها «عادات قذرة وبغيضة».  تم تحويل أيسلندا للمسيحية في عام 1000 بعد الميلاد فقط عندما وعدت الكنيسة أن الآيسلنديين يمكنهم أن يستمروا في أكل لحم الحصان. عندما عززت الكنيسة سلطتها، تم وقف هذا الاستثناء. لا يزال لحم الحصان يحظى بشعبية في أيسلندا ويتم بيعه واستهلاكه بالطريقة نفسها التي يتم بها لحم البقر والضأن ولحم الخنزير.
في الإسلام، تختلف الآراء حول جواز لحم الخيل. البعض يستشهد بحديث يمنعه للمسلمين، لكن البعض الآخر يشك في صلاحيته وإسناده. يُنظر إلى الخيول والحمير البرية بشكل عام على أنها حلال، بينما يُنظر إلى الحمير المستأنسة على أنها محظورة. اختلفت الثقافات المسلمة المختلفة في موقف تناول اللحوم. تاريخياً، تناول الأتراك والفرس لحم الخيول، بينما كان هذا نادرًا في شمال إفريقيا.
يعتبر استهلاك لحوم الخيول مرفوض ثقافيًا في العالم الناطق باللغة الإنجليزية. في كندا، لحم الحصان قانوني. يتم تصدير معظم لحوم الخيول الكندية إلى أوروبا القارية أو اليابان. يكشف برنامج حماية المستهلك «كاسينستورز» للتلفزيون السويسري SRF عن سوء المعاملة وسوء تربية الحيوانات الوحشية في مزارع لحوم الخيل الكندية، وبالتالي تم مقاطعة الاستيراد من هذه المزارع. في الولايات المتحدة، بيع واستهلاك لحم الخيل غير قانوني في ولاية كاليفورنيا وإلينوي. ومع ذلك، فقد تم بيعه في الولايات المتحدة خلال الحرب العالمية الثانية، حيث كان لحم البقر غاليًا، وتم تقنينه وتوجيهه للقوات. تم إغلاق آخر مسلخ للحوم في الولايات المتحدة الأمريكية في عام 2007. على الرغم من ذلك ، يتم جمع وبيع خيول الترفيه والرياضة والعمل المستغنى عنها في المزادات. يتم شحنها في جميع أنحاء البلاد من قبل الناقلين إلى حدود كندا في الشمال والمكسيك في الجنوب ليتم بيعها إلى جزارين اللحوم. إن التعامل مع الحيوانات في نقاط التجميع وأثناء ساعات النقل أمر وحشي. بعض الحيوانات لا تنجو بعد ساعات طويلة من النقل. أثيرت قضية استهلاك الأحصنة في المملكة المتحدة وإيرلندا في عام 2013 فيما يتعلق بفضيحة تلوث لحم الخيل 2013. يتم تجنب لحم الخيل بشكل عام في البلقان، ما عدا سلوفانيا، حيث يعتبر الحصان حيوانًا نبيلاً، أو لأن تناول لحم الخيل مرتبط بمجاعة وقت الحرب، فإن له سوقًا صغيرًا في صربيا.

### البشر
يصنف اللحم البشري على أنه الأكثر حرمانا. في الآونة الأخيرة، استهلك البشر أجساد البشرالآخرين في الطقوس وبدافع الجنون، أو الكراهية، أو تجاوز الجوع - وليس أبدًا كجزء شائع من نظامهم الغذائي، ولكن يُعتقد أن هذه الممارسة كانت منتشرة على نطاق واسع بين جميع البشرفي وقت ما. يحظر استهلاك اللحم البشري من قبل الهندوسية.
الكاثوليك واللوثريون والمسيحيون الأرثوذكس لا يعتبررون أنفسهم أنهم يشتركون في أكل لحوم البشر عندما يستهلكون الأفخارستيا، على الرغم من أن الخبز والخمر يعتقد أنه «من نفس المادة» مثل جسد ودم المسيح قبل أن يتم استهلاكه، فإنهم يظلون خبزًا ونبيذًا بكل الطرق للحواس. يشير الكاثوليكيون إلى هذا على أنه تحول جوهري؛ يعتقد الأرثوذكس أن التغيير يحدث، لكنهم يترددون في محاولة وصف الآلية، معتقدين أنها لغز مقدس. لا يعتقد معظم البروتستانت والطوائف المسيحية الأخرى أن التحول المادي (أو أي تواجد جسدي حقيقي للمسيح بأي شكل) يحدث على الإطلاق.
كان أكل لحوم البشر مطلوبًا في بعض القبائل؛ كان أفراد شعب بابوا غينيا الجديدة تحت الدراسة بشكل خاص في أكلهم للموتى، لأنه أدى إلى كورو، وهو مرض يعتقد أنه ينتقل عن طريق البريونات. في كتاب الحياة اليومية في الصين في عشية الغزو المغولي، 1250-1276 يشير جاك غرنت إلى المطاعم المتخصصة في اللحم البشري. من السياق، لا يبدو أن هذا كان حدثًا غريبًا مرتبطًا بالمجاعة.

### الحشرات
في اليهودية وضمن مجموعات أخرى تتبع التوراة العبرية يُسمح ببعض الجراد كطعام (لاويين 11:22 وماثيو 3: 4). باستثناء بعض الجراد والأنواع ذات الصلة، لا تعتبر الحشرات أطعمة كوشر؛ كما تشترط القوانين الغذائية أيضًا أن يقوم الممارسون بفحص الطعام بعناية للحشرات. يُعتبر الجراد في الإسلام طعامًا شرعيًا مع الأسماك التي لا تتطلب ذبحًا طقسيًا.

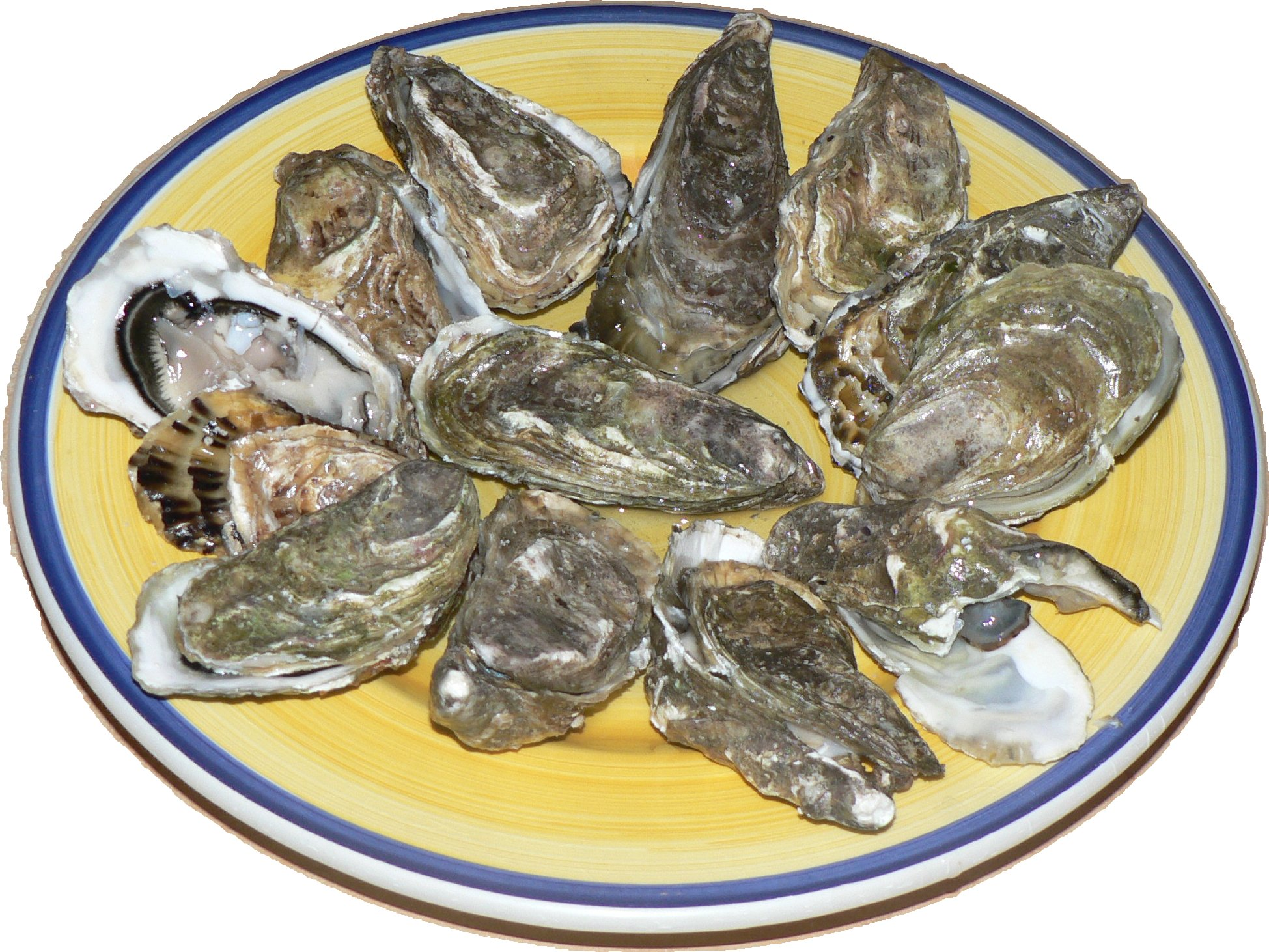
المحار الخام، والذي لا يزال على قيد الحياة، مقدم على طبق.

والعسل عبارة عن رحيق ومغثر مركَّز تم تجميده بواسطة النحل. ويعتبر كوشير على الرغم من أن نحل العسل نفسه ليس كذلك، باستثناء واضح للقاعدة العادية أن منتجات الحيوانات غير النظيفة هي أيضًا غير نظيفة. يتناول التلمود هذا الموضوع ويشرح بأنه مسموح به على أساس أن النحل لا يصنع العسل في الأصل، فتفعل الزهرة، بينما يخزن النحل ويذوي السائل في العسل. وهذا يختلف عن غذاء ملكات النحل الذي ينتجه النحل بشكل مباشر ويعتبر غير موافق للشريعة اليهودية. بعض النباتيين يتجنبون العسل كما يفعلون مع أي منتج حيواني آخر.

### الكنغر
يتم حظر لحم الكنغر في ولاية كاليفورنيا الأمريكية. فرض الحظر لأول مرة في عام 1971؛ تم وضع وقف اختياري في عام 2007، مما يسمح باستيراد اللحوم، ولكن تم إعادة تفعيل الحظر في عام 2015.

### الخس

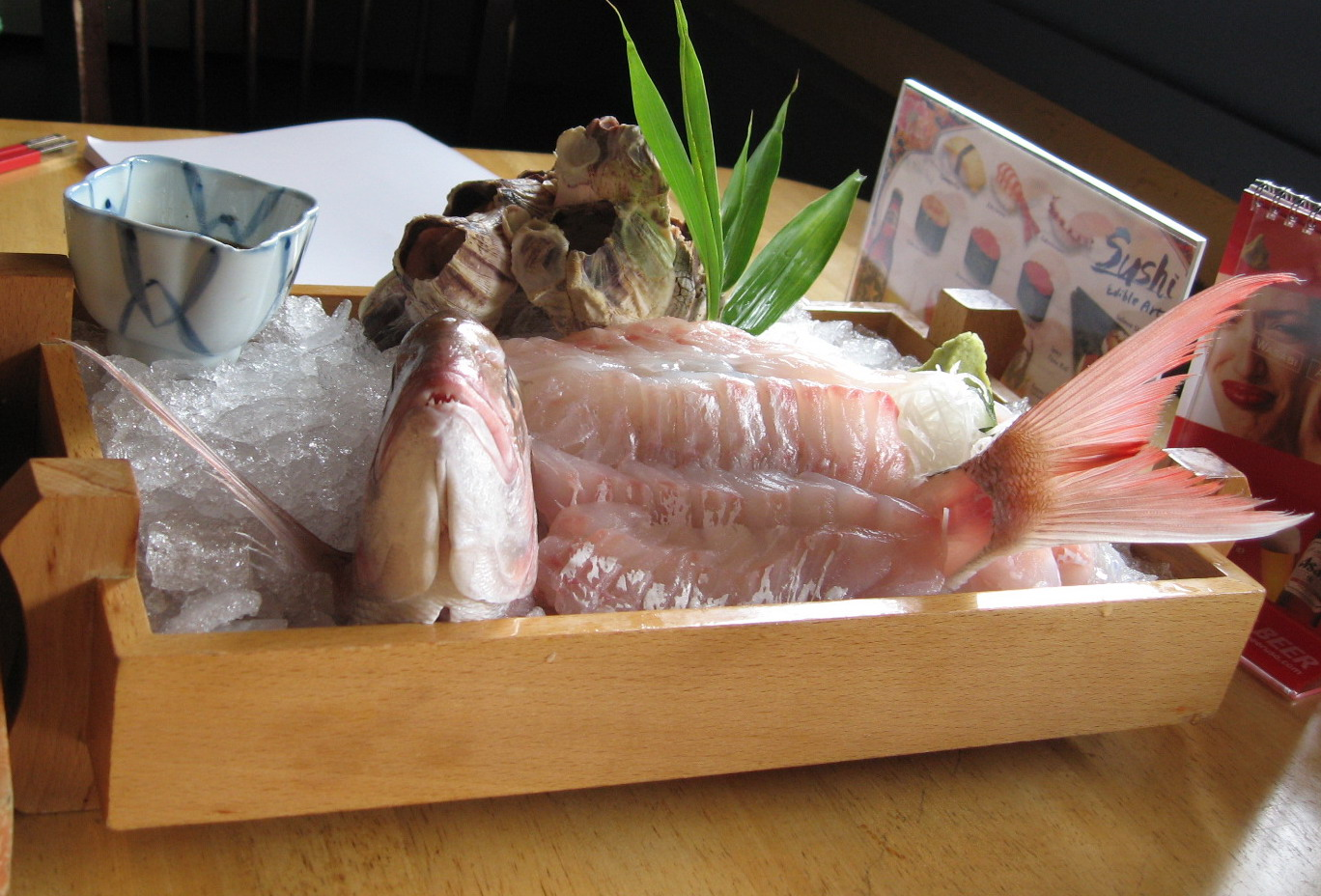
سمك إكيزوكوري حي مقدم كطبق ساشيمي

هو من المحرمات في دين اليزيديين.

### الحيوانات الحية
يحظر القانون الإسلامي واليهودي (بما في ذلك شرائع نوح) وبعض قوانين المسيحيين تحرم أي جزء يتم قطعه من حيوان حي (سفر تكوين 9:4، كما هو مفسر في التلمود، سنهدرين 59a). تقوم اليهودية بتقييد هذا الحظر على الحيوانات والطيور البرية؛ السمك لا يتطلب ذبح كوشر، ولكن يجب أولأً أن يقتل قبل أن يؤكل.
وتشمل أمثلة تناول الحيوانات التي لا تزال على قيد الحياة تناول المأكولات البحرية الحية، مثل «المحار النيء في نصف الصدفة» و ikizukuri (الأسماك الحية). وقد تم حظر الساشيمي باستخدام الحيوانات الحية في بعض البلدان. يحظر ممارسة مثل إيكيزوكوري في اليهودية بموجب القانون الذي يمنع الألم غير الضروري للحيوانات.
هناك مثال آخر يحدث في شنغهاي، الصين، والمناطق المحيطة ، حيث الجمبري الحي هو طبق منتشر يقدم في المنازل والمطاعم. وعادة ما يتم تقديم الروبيان في وعاء من الكحول، مما يجعل الروبيان بطيئًا ومرضًا.
قد يكون ذو الصلة الاشمئزاز في الثقافات الغربية حول تناول البيض المخصب جزئيا أو البالوت والذي يستهلك في أجزاء من جنوب شرق آسيا.

### قرد
أدمغة القرد هي عبارة عن طبق يتكون، على الأقل جزئيا، من دماغ بعض أنواع القرود. في الثقافة الشعبية الغربية، يتم تصوير واستهلاك استهلاكه مرارا وتكرارا، في كثير من الأحيان في سياق تصوير الثقافات الغريبة على أنها قاسية بشكل استثنائي و/أو غريبة.
القرود حيوانات محترمة في الهند، إلى حد كبير بسبب الإله القرد هانومان. معظم الهندوس النباتيين لا يأكلون أي نوع من اللحوم، بما في ذلك القرود. آكلين اللحوم الهنود أيضا لا يقتلون أو يأكلون القردة. يعتبر قتل وأكل القرود (أو الحيوانات الأخرى التي تعتبر برية) من المحرمات وغير قانوني في الهند.

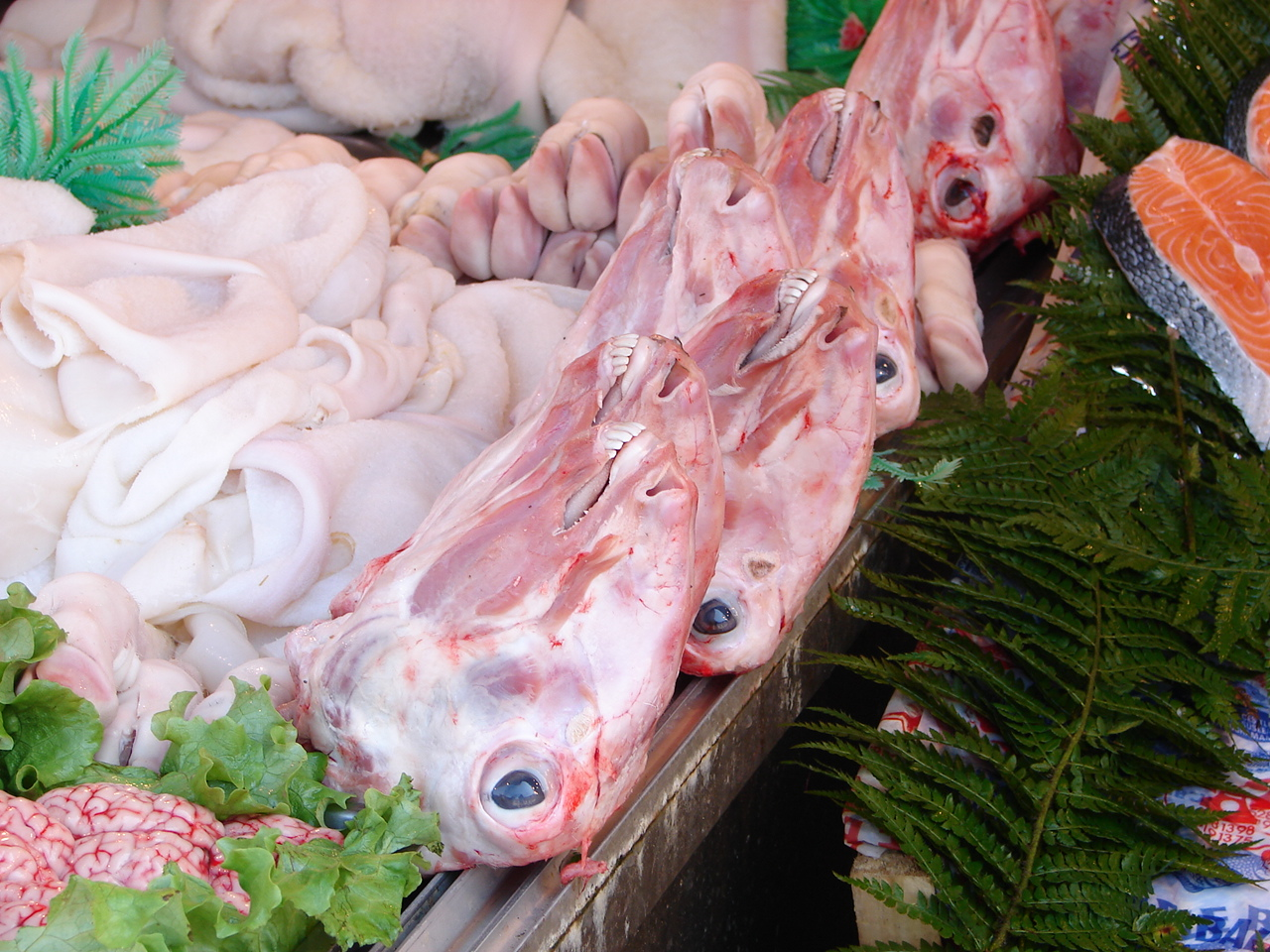
فضلات رؤوس وأدمغة وأقدام وأمعاء معروضة للبيع في سوق بإسطنبول.

كالي باتش ، حساء تقليدي مصنوع من رأس الحملان (بما في ذلك الدماغ والعينين والألسنة) وحوافر في إيران.

### أحشاء الذبيحة

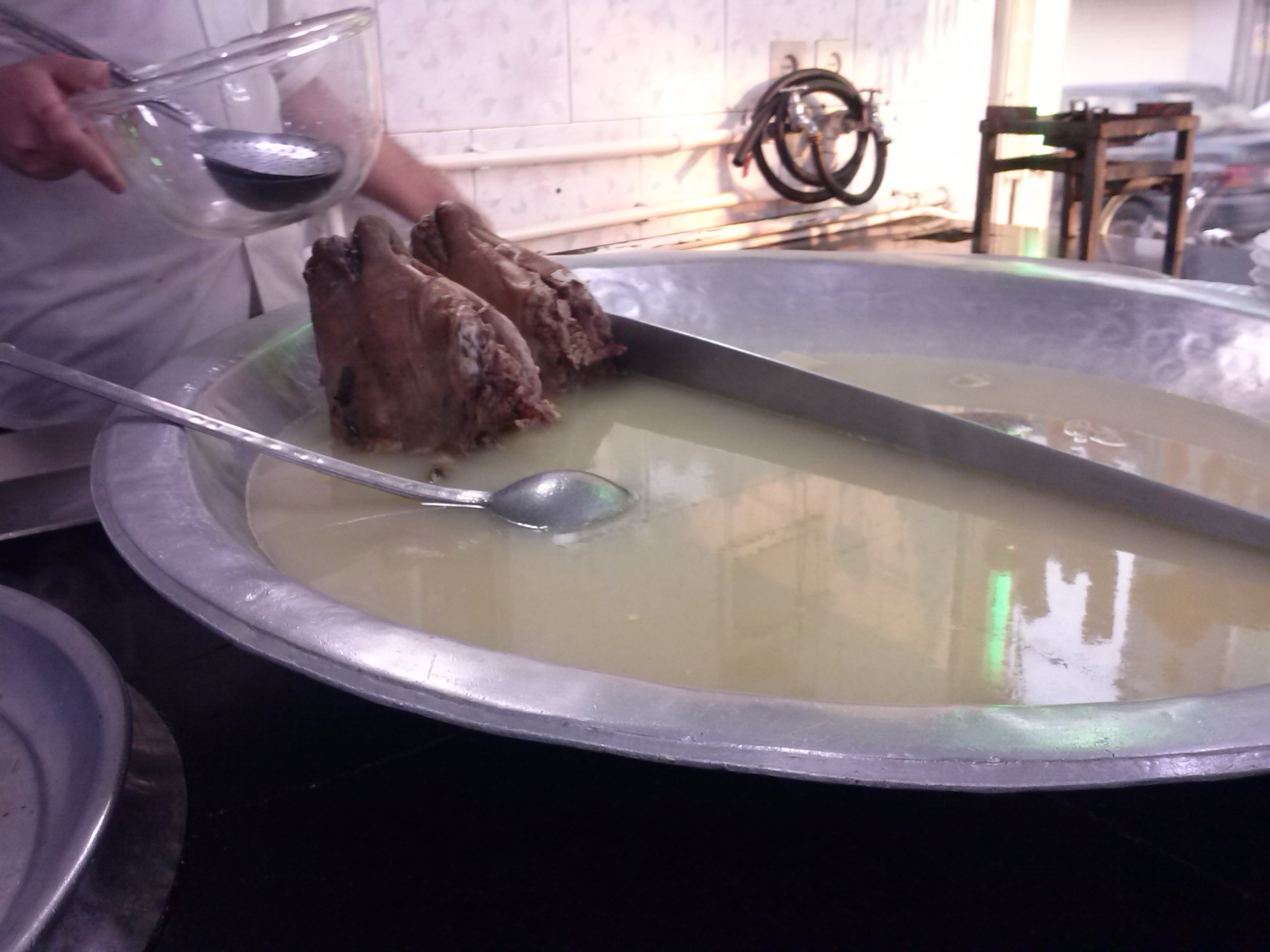
شوربة باجة وهي شوربة تقليدية من رأس الخروف (بما في ذلك العين والمخ واللسان) والحوافر في إيران

تشير أحشاء الذبيحة إلى الأعضاء الداخلية لحيوان المذبح، وقد تشير إلى أجزاء من الجثة مثل الرأس والقدمين ("trotters") بالإضافة إلى لحوم الأعضاء مثل «اللحم الحلو» والكلى. تعتبر هذه الأحشاء جزءًا تقليديًا من العديد من المأكولات الأوروبية والآسيوية، بما في ذلك أطباق مثل فطيرة اللحم والكلى في المملكة المتحدة أو الكالوس آلا مادرينيلا في إسبانيا. كان الهاغيز الطبق الوطني في إسكتلندا منذ زمن روبرت بيرنز. في شمال شرق البرازيل، هناك طبق مماثل للهاغيز يدعى «بوتشادا»، مصنوع من معدة الماعز.
باستثناء القلب، واللسان (اللحم البقري)، والكبد (الدجاج، واللحم البقري، أو لحم الخنزير)، والأمعاء المستخدمة كأغلفة النقانق الطبيعية، فإن اللحوم التي تستهلك في الولايات المتحدة تميل إلى أن تكون تخصصات إقليمية أو عرقية. على سبيل المثال، الكرشة مثل menudo أو mondongo بين الأمريكيين اللاتينيين و الchitterlings في جنوب الولايات المتحدة، وال Scrapple على الساحل الشرقي، وسندوتشات المخ المقلية في الغرب الأوسط للولايات المتحدة، وخصية اللحم البقري تسمى محار جبال روكي أو «محار البراري» في الغرب. في الأرجنتين وغيرها من البلدان الإسبانية يتم تقديم خصيتي الثور على شكل huevos de toro أو «بيض الثور».
في بعض المناطق، مثل الاتحاد الأوروبي، تم حظر المخ والأعضاء الأخرى، التي يمكنها نقل اعتلال الدماغ البقري («مرض جنون البقر») والأمراض المماثلة، من السلسلة الغذائية كمواد خطرة محددة.
على الرغم من أن تناول معدة الماعز أو البقر أو الأغنام أو الجاموس قد يكون من المحرمات، تستخدم تقنيات صناعة الجبن القديمة المعدة (التي تحتوي على المنفحة) لتحويل الحليب إلى جبن وهي عملية محرمة. التقنيات الحديثة لصنع الجبن تشمل عملية كيميائية مع المنفحة الاصطناعية. وهذا يعني أن العملية التي تصنع بها الجبن (وليس الجبن نفسه) هي عامل في تحديد ما إذا كان ممنوعًا أو مسموحًا به من قبل نباتيين صارمين.

### الخنازير / لحم الخنزير
تشير بيانات وزارة الزراعة الأمريكية (USDA) إلى أن لحم الخنزير هو اللحم الأكثر انتشارًا في العالم. يحظر استهلاك الخنازير في الإسلام واليهودية وبعض الطوائف المسيحية، مثل السبتيون. هذا الحظر منصوص عليه في النصوص الدينية للأديان المعنية، على سبيل المثال: القرآن 16: 115، سفر اللاويين 11: 7-8  وسفر التثنية 14:8. كانت الخنازير أيضًا من المحرمات في ثلاث ثقافات أخرى على الأقل في الشرق الأوسط القديم: الفينيقيون والمصريون والبابليون. في بعض الحالات، امتد التحريم إلى أبعد من تناول لحم الخنزير، فكان من المحرمات أيضًا لمس الخنازير أو حتى النظر إليه.
ويناقش السبب الأصلي لهذا المحرمات. يبدو أن موسى بن ميمون يعتقد أن نجاسة الخنازير واضحة بذاتها، ويذكر نفورًا خاصًا من نزوعها إلى أكل البراز. في القرن التاسع عشر عزا بعض الناس حظر الخنازير في الشرق الأوسط إلى داء الشعيرينات، ولكن هذا التفسير هو الآن غير صالح. واقترح جيمس جورج فريزر أنه في إسرائيل القديمة ومصر وسوريا، كان الخنزير في الأصل حيوانًا مقدسًا، ولهذا السبب لا يمكن أكله أو لمسه؛ نجا التحريم إلى وقت لم يعد يعتبر فيه الخنزير مقدسا، ولذلك تم تفسيره بالإشارة إلى كونه غير نظيف.
وفي الآونة الأخيرة، افترض مارفن هاريس أن الخنازير ليست مناسبة للاحتفاظ بها في الشرق الأوسط على مستوى الإيكولوجي والاجتماعي الاقتصادي. على سبيل المثال، لا تتناسب الخنازير مع العيش في المناخات القاحلة، وبالتالي تتطلب المزيد من المياه أكثر من الحيوانات الأخرى للحفاظ على البرودة، وبدلاً من الرعي تتنافس مع البشر على الأطعمة مثل الحبوب. على هذا النحو، كان يُنظر إلى تربية الخنازير على أنها ممارسة مهدرة ومنحلة. هناك تفسير آخر يقدم للمحظور هو أن الخنازير كالشة، ولا تفرق بين اللحوم أو النباتات في عاداتها الغذائية الطبيعية. إن الرغبة في استهلاك اللحم تميزها عن معظم الحيوانات المستأنسة الأخرى التي تؤكل عادة (الأبقار، الأغنام، الماعز، إلخ) الذين يأكلون النباتات فقط بشكل طبيعي. وقد اقترحت ماري دوغلاس أن سبب حظر الخنزير في اليهودية هو ثلاثة أضعاف: (1) يخرج من فئة ذوات الحوافر، لأنه يحتوي على حافر منقسم ولكنه لا يمضغ العجلة، (2) يأكل الجيف و (3) كان يؤكل من قبل غير الإسرائيليين.

### بذور الخشخاش
تُستخدم بذور الخشخاش كبهارات في العديد من الثقافات. في سنغافورة، تصنف بذور الخشخاش على أنها «سلع محظورة» من قبل مكتب مكافحة المخدرات المركزي (CNB)

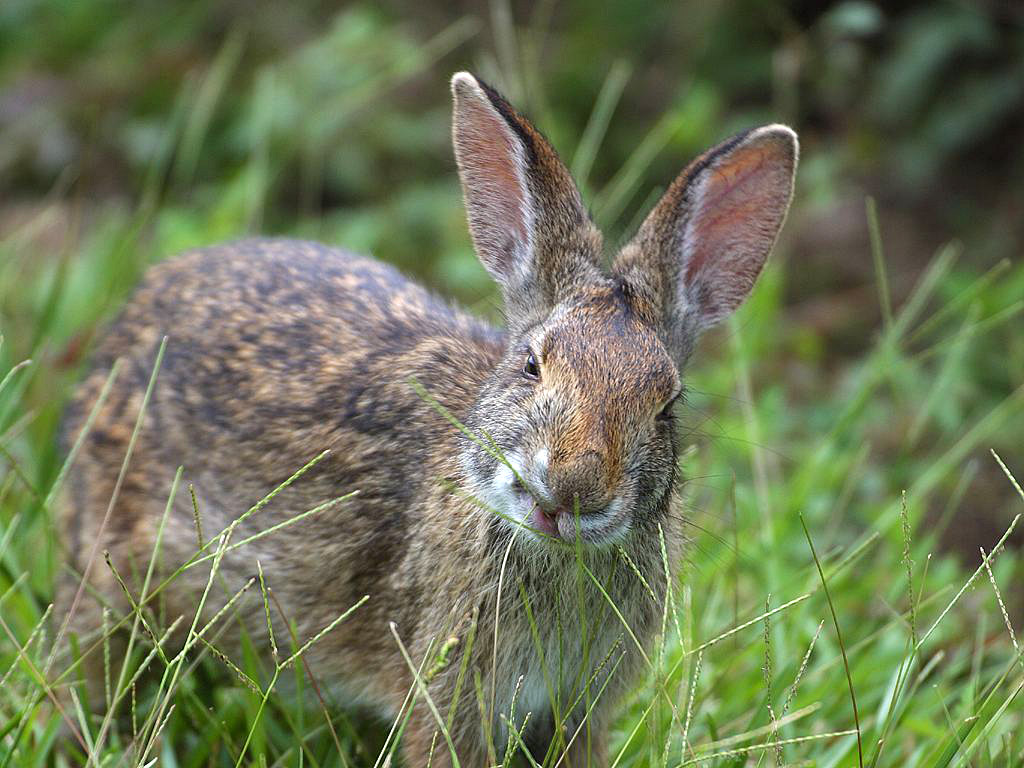
أرنب قطني الذيل

### الأرنب
يصنف كتاب اللاويين في الكتاب المقدس الأرانب على أنه نجس لأنه ليس له حافر مقسوم، على الرغم من أنه يمضغ ويعيد المواد المهضومة جزئيا (أي ما يعادل «مضغ العجلة» بين المجترات). يُسمح باستهلاك الأرانب في الإسلام السني  وهو شائع في العديد من الدول ذات الأغلبية السنية (مثل مصر، حيث يعتبر مكونا تقليديًا في الملوخية)، ولكن يُحظر في الفقه الجعفري للإثنا عشرية من الشيعة الإسلام.

### الجرذان والفئران
في معظم الثقافات الغربية، تعتبر الجرذان والفئران من الهوام أو الحيوانات الأليفة، وبالتالي غير صالحة للاستهلاك البشري، وينظر إليها تقليديا باعتبارها ناقلات الطاعون. ومع ذلك، تؤكل الفئران عادة في المناطق الريفية في تايلاند وفيتنام وأجزاء أخرى من الهند الصينية. وتعتبر فئران القصب (Thryonomys swinderianus و Thryonomys gregorianus) وبعض أنواع الفئران الحقلية مصدراً غنياً للبروتين في أفريقيا. كما تؤكل فئران الخيزران عادة في الأجزاء الأفقر من جنوب شرق آسيا.
في غانا، تكون Thryonomys swinderianus والمعروفة باسم "Akrantie" "Grasscutter" و (بشكل غير صحيح) باسم «فئران البوش» غذاء شائع. الاسم الشائع المناسب لهذه القوارض هو «جرذان القصب الكبيرة»، على الرغم من أنها في الواقع ليست فئران على الإطلاق وهي قريبة من الشهيم والخنازير الغينية التي تسكن أفريقيا جنوب الصحراء الكبرى. في عام 2003، منعت الولايات المتحدة استيراد هذه القوارض وغيرها من أفريقيا بسبب تفشي ما لا يقل عن تسع حالات بشرية من جدري القرود، وهو مرض لم يسبق له مثيل في نصف الكرة الغربي.
من الناحية التاريخية، تم تناول الفئران والجرذان في الغرب أيضًا في أوقات النقص أو الطوارئ، على سبيل المثال أثناء حصار فيكسبيرغ وحصار باريس. كما تم تدجين الزغبية وتربيتها من أجل الطعام في روما القديمة والإتروسكان؛ حتى يومنا هذا، تعتبرالزغبة المأكولة (Glis glis) طعامًا شهيًا نادرًا في سلوفينيا وكرواتيا. في بعض البلدان الآسيوية، تؤكل الفئران، وتعرف باسم فولي. في فرنسا، تم طهي الفئران التي تم تربيتها في مخازن النبيذ في جيروند بنيران براميل النبيذ المكسورة وأكلها، وأطلق عليها اسم cooper's entrecôte. في بعض المجتمعات يتم اصطياد فأر المسك (وهو ليس جرذًا على الإطلاق) من أجل لحومه (وفرائه). على سبيل المثال، بعض الأجزاء من فلاندر حيث يتم تقديمها كwaterkonijn (أرنب الماء). انظر أيضا تحت عنوان «الأسماك» لاستهلاك ذيول القندس. الكيب، وهو قارض كبير آخر، تم اصطياده أو تربيته للحصول على الطعام في الولايات المتحدة.
كما استهلكت الفئران بعض المجتمعات المحلية في ولاية بهار الهندية. يحظر في أي نوع من القوارض، أو المواد الناشئة عن القوارض، في اليهودية.

### الزواحف
يحظر الإسلام بشدة استهلاك الزواحف، مثل التماسيح والثعابين. ويحظر أيضا أكل الزواحف في اليهودية. في الثقافات الأخرى، تُثمّن الأطعمة مثل التماسيح على أنها أطعمة شهية، وتربى تلك الحيوانات تجاريا.

### الحلزون
بما أن الحلزون من الرجويات فهو ليس كوشير.
تستهلك في مصر أنواع من أقارب الحلزون كما وفي المغرب أيضا. يستهلك الحلزون البري نفسه ولا يوجد حقيقة في الإسلام ما يشير بوضوح إلى تحريم الحلزون

### خضروات
في إصدارات معينة من الجاينية، البوذية والهندوسية، يتم تقييد خضراوات جنس البصل وفقا للشاسترا. كثير من الهندوس لا يشجعون على تناول البصل والثوم مع الطعام غير النباتي خلال المهرجانات أو الأشهر المقدسة الهندوسية من الشراوة، البروراتاسي وكارتيك. ومع ذلك، فإن تجنب البصل والثوم لا يحظى بشعبية كبيرة بين الهندوس بالمقارنة مع تجنب الأطعمة غير النباتية، لذلك كثير من الناس لا يتبعون هذا العرف. الجاينيون لا يمتنعون عن استهلاك اللحوم فقط، ولكن أيضا لا يأكلون الخضروات الجذرية (مثل الجزر والبطاطس والفجل، اللفت، الخ) كما يفعل ذلك يقتل النبات وهم يؤمنون ب ahimsa.
يحظر المطبخ البوذي الصيني تقليديًا الثوم، والثوم الصيني، والحلتيت، والكراث، و Allium victorialis (الكراث الجبلية)، في حين أن البراهمة الكشميريين يمنعون الأطعمة ذات «النكهة القوية». وهذا يشمل الثوم والبصل والتوابل مثل الفلفل الأسود والفلفل الحار، معتقدين أن النكهة اللاذعة على اللسان تلهب المشاعر الانبساطية.
في اليزيدية، يعتبر تناول الخس والفاصوليا من المحرمات. يربط المعلّم والباحث الديني المسلم، فلاح حسن جمعة، إيمان الطائفة بالشر الموجود في الخس إلى تاريخها الطويل من الاضطهاد من قبل المسلمين والمسيحيين. تزعم النظرية التاريخية أن أحد القساة الذين لا يرحمون والذين سيطروا على مدينة الموصل في القرن الثالث عشر أمروا بإعدام قديس اليزيدي المبكر. ورشق الجمهور المتحمسين الجثة برؤوس الخس.
كان أتباع فيثاغورس من النباتيين، و«فيثاغوري» في وقت ما كان يعني «نباتي». ومع ذلك، حظرت عقيدتهم أكل الفول. السبب غير واضح: ربما انتفاخ البطن الذي تسببه، ربما كحماية من الفوال المحتمل، ولكن على الأرجح لأسباب دينية-خزعبلية.
الخضار مثل البروكلي والقرنبيط، في حين أنها ليست من المحرمات، يمكن تجنبها من قبل اليهود المتدينين والأديان الأخرى بسبب احتمال وجود حشرات أو ديدان مختبئة داخل الشقوق العديدة. وبالمثل، فإن الفاكهة مثل العليق الاسود والعليق الأحمر لايوصي بتناولها من قبل منظمات الكشروت، حيث لا يمكن تنظيفها بشكل كافٍ دون تدمير الفاكهة.
منع الخليفة الفاطمي الحاكم بأمر الله في بعض الوقت من عهده (996-1021م)، الطبق المصري الشهير الملوخية، وهو حساء يتكون من أوراق الجوت كمكون أساسي (التي لم يترك لها أي غرض آخر للطهي). ينطبق الحظر بشكل خاص على الملوخية، وكذلك على المواد الغذائية الأخرى التي كان يقال إنها تؤكل من قبل السنّة. في حين تم رفع الحظر في نهاية المطاف بعد نهاية عهده، فإن الدروز، الذين يكنون للحاكم احترام كبير ويعطونه سلطة شبه إلهية، يستمرون في احترام الحظر، ولا يأكلون ملوخية من أي نوع حتى يومنا هذا.

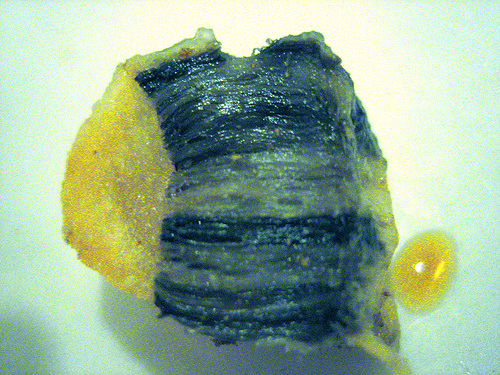
Inuit موكتوك أو دهن الحوت

### الحيتان
الخام يسمح الإسلام السني للمسلمين باستهلاك لحم الحيتان التي ماتت لأسباب طبيعية حيث يوجد حديث سني مشهور يستشهد بموافقة محمد -عليه الصلاة والسلام- على ذلك. يحظر لحم الحيتان (حرام) في الإسلام الشيعي لأن الحيتان لل تملك حراشيف. في كثير من أنحاء العالم لا يؤكل لحم الحيتان بسبب تعريض الحيتان للخطر، ولكنه ليس ممنوعًا تقليديًا.

## المشروبات المحظورة

### الكحول
بعض الأديان - بما في ذلك البوذية  والإسلام والجاينية وحركة الراستفارية والإيمان البهائي، ومختلف فروع المسيحية مثل المعمدانيين، كنيسة الله في المسيح والميثوديين وقديسي الأيام الأخيرة والأدفنتست السبتيين والإغليشا ني كريستو - يحظر أو يثبط استهلاك المشروبات الكحولية.
يصف الكتاب المقدس للعبرية عهد نذرايت (سفر العدد 6: 1-21 ) الذي يتضمن الامتناع عن الكحول، وبالتحديد النبيذ وربما بيرة الشعير (وفقا لترجمة السبعونية ومعجم باور من شيكارا الأكدية، لشعير بيرة). ترجمة JPS الجديدة هي: «النبيذ وأي مسكر آخر». وتحظر نسخ أخرى مثل NIV كلاً من الكحول وجميع المنتجات المشتقة من الكحول مثل خل النبيذ. لا يوجد محظور عام ضد الكحول في اليهودية.
هناك أيضا المحرمات الثقافية ضد استهلاك الكحول، وينعكس على سبيل المثال في حركة Teetotalism أو الاعتدال. هناك أيضا شيء من المحرمات الثقافية في العديد من البلدان، ضد استهلاك الكحول من قبل النساء أثناء الحمل لأسباب صحية، كما رأينا، على سبيل المثال، في اتفاقية حماية الأمومة، 2000 من قبل منظمة العمل الدولية.

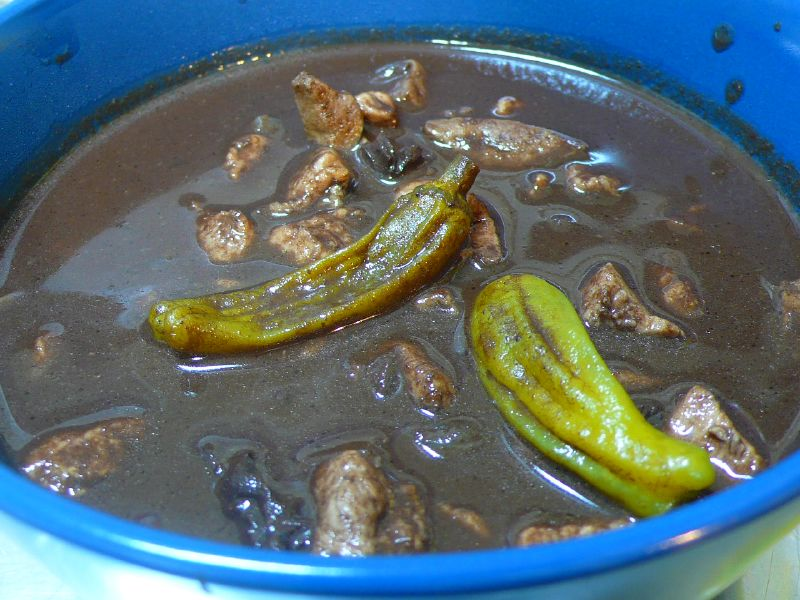
وعاء من dinuguan، وهو يخنة فلبينية مع دم الخنزير.

### الدم
تحظر بعض الأديان شرب أو أكل الدم أو الطعام المصنوع من الدم. في الإسلام يحظر استهلاك الدم (حرام). يجب ذبح الحيوانات الحلال بشكل صحيح لتصريف الدم. على عكس التقاليد الأخرى، لا يرجع ذلك إلى كون الدم محترمًا أو مقدسًا، ولكن ببساطة لأن الدم يعتبر غير نظيف طقسيًا أو نجس، مع بعض الروايات التي تصف الوضوء (في حالة عدم توفر الماء) إذا تم الاتصال بالدم. في اليهودية تملح جميع لحوم الثدييات والطيور (وليس السمك) لإزالة الدم. يتبع اليهود التعليم في اللاويين، لأنه بما أن «حياة الحيوان في الدم»، لا يمكن لأي شخص أن يأكل (أو يشرب) الدم. يمنع إغليشا ني كريستو وشهود يهوه أكل أو شرب أي دم.

وفقا للكتاب المقدس، يتم استخدام الدم لأغراض خاصة أو مقدسة فيما يتعلق بالعبادة (سفر الخروج فصول 12 و 24 و 29 وإنجيل متى 26:29 والعبرانيين). في القرن الأول، كان المسيحيون، سواء كانوا من اليهود السابقين (المسيحيين اليهود)، والمعتدين الجدد من الأمميين، في موضع خلاف حول السمات الخاصة بقوانين شريعة موسى التي كان سيتم الاحتفاظ بها والتمسك بها من قبلهم. اقترح مجلس أورشليم، من بين أمور أخرى، أنه من الضروري الامتناع عن استهلاك الدم:
لأنه يبدو جيدًا للروح القدس، ولنا، أن نضع عليك عبءًا أكبر من هذه الأشياء الضرورية؛ أن تمتنع عن اللحوم الممنوحة للأوثان، ومن الدم، ومن الأشياء المخنوقة، ومن الزنا: فإذا حفظتم أنفسكم منهم، تفعلون الخير، فاسلموا جيدًا.
- اعمال 15: 28-29

### القهوة والشاي
«المشروبات الساخنة» هي من المحرمات لأعضاء كنيسة يسوع المسيح لقديسي الأيام الأخيرة. المصطلح مضلل حيث يتم تطبيق الحظر حصريًا على القهوة والشاي (أي ليس الكاكاو الساخن أو شاي الأعشاب). كلمة الحكمة، أي القواعد الصحية المستخدمة من قبل أعضاء الكنيسة، يحدد المواد المحظورة والمسموح بها. في حين أنه غير محظور، يتجنب بعض المورمون الكافيين بشكل عام، بما في ذلك مشروبات الكولا أعضاء الكنيسة السبتية أيضا يتجنبون عموما المشروبات التي تحتوي على الكافيين.
هناك قصة تم الإبلاغ عنها على نطاق واسع ، وربما ملفقة، أن بعض الكاثوليك حثوا البابا كليمنت السابع (1478 - 1534) على حظر القهوة، واصفين إياها بـ «مشروب الشيطان». بعد تذوق المشروب، قيل أن البابا قد لاحظ أن الشراب كان «لذيذ للغاية لدرجة أنه سيكون من الخطيئة أن يدع المشككين فقط يشربونه». (انظر تاريخ القهوة.)

### حليب الثدي البشري
في حين أن لبن الثدي البشري مقبول عالميا لتغذية الرضع، فإن بعض الثقافات تعتبر استهلاك حليب الثدي بعد الفطام من المحرمات.

## روابط خارجية
- Americans squeamish over horse meat
- Laws of Judaism and Islam concerning food
- Insects as food
- Karl Ammann, wildlife photographer and bushmeat activist
- Guide to Migratory Bird Laws and Treaties
- Health and diet aspects of kosher food نسخة محفوظة 9 ديسمبر 2021 على موقع واي باك مشين.